# Pfälzischer Erbfolgekrieg
Devolutionskrieg – Holländischer Krieg – Reunionskrieg – Pfälzischer Erbfolgekrieg – Spanischer Erbfolgekrieg
Philippsburg – Koblenz – Walcourt – Bantry Bay – Mainz – Bonn – Fleurus – Beachy Head – Boyne – Staffarda – Québec – Mons – Cuneo – Leuze – Aughrim – Barfleur/La Hougue – Namur 1 – Steenkerke – Lagos – Neerwinden – Marsaglia – Charleroi – Torroella – Camaret – Texel – Sant Esteve d'en Bas – Gerona – Dixmuyen – Namur 2 – Brüssel –  Ath – Cartagena – Barcelona
Der Pfälzische Erbfolgekrieg (1688–1697), auch Orléansscher Krieg, Krieg der Augsburger Allianz, Krieg der Großen Allianz oder Neunjähriger Krieg genannt, war ein vom französischen König Ludwig XIV. provozierter Konflikt, um vom Heiligen Römischen Reich die Anerkennung seiner Erwerbungen im Rahmen seiner Reunionspolitik zu erreichen.

## Begrifflichkeit
Für den Krieg existieren verschiedene Bezeichnungen. Die französische Historiographie bevorzugt den Begriff des Guerre de la Ligue d’Augsbourg nach der Augsburger Allianz. Dieser Begriff überschätzt nach Heinz Duchhardt aber die Bedeutung dieser als Defensivbündnis angelegten Kreisassoziation erheblich. Problematisch ist auch der Begriff Pfälzischer Erbfolgekrieg, weil Ludwig XIV. nicht die Erbfolge in der Pfalz als solche in Frage stellte, sondern weil es um bestimmte Rechte und Allode ging, auf die Philippe I. de Bourbon, duc d’Orléans, Ansprüche erhob. Daher wurde der Konflikt auch Orléansscher Krieg genannt. Neutral ist der im Englischen gebräuchliche Begriff Nine Years War (Neunjähriger Krieg). Seltener gebraucht wird der Begriff des Krieges der Großen Allianz.

## Überblick
Als Vorwand dienten Streitigkeiten um das Erbe des Kurfürsten Karl II. von der Pfalz. Ein ähnlicher Vorwand war auch der Konflikt um die Besetzung des Kölner Erzbischofssitzes (Kölner Bistumsstreit).
Gegen Ludwig XIV. bildete sich die Wiener Große Allianz unter anderem aus England, den Niederlanden, Spanien, Savoyen und dem Heiligen Römischen Reich. Innerhalb des Reiches spielten neben der Kaiserlichen Armee und territorialen Kontingenten insbesondere einige armierte Reichsstände und die vom Kriegsgeschehen betroffenen Vorderen Reichskreise eine wichtige Rolle.
Der Krieg fand anfangs vorwiegend in der Kurpfalz, in großen Teilen Südwestdeutschlands sowie am Niederrhein statt. Als Reaktion auf die vorrückenden Alliierten verwüsteten französische Truppen systematisch die Pfalz und angrenzende Gebiete. Zahlreiche Dörfer, Burgen, Festungen, Kirchen und ganze Städte wie Speyer, Mannheim und Heidelberg wurden in der Pfalz, in Kurtrier und in der Markgrafschaft Baden zerstört.
Der Krieg weitete sich in Europa auf die Kriegsschauplätze in den Niederlanden, Italien und Spanien aus. Damit in Zusammenhang standen die Glorious Revolution und die Thronbesteigung Wilhelms III. von Oranien sowie die jakobitischen Gegenreaktionen auf den britischen Inseln. Kaiser Leopold I. kämpfte zugleich im Großen Türkenkrieg gegen die Osmanen.
Auf dem Festland verlagerte sich der Schwerpunkt der Kämpfe im Laufe des Krieges in die Spanischen Niederlande. Die Kriegsführung war geprägt von einer Zermürbungsstrategie, von wechselnden taktischen Manövern der Armeen und verschiedenen Belagerungen. Größere Schlachten waren relativ selten. Daneben kämpften die Seemächte England und die Niederlande gegen Frankreich auch auf See und in den Kolonien. Neben großen Flottenoperationen spielte auf beiden Seiten der Kaperkrieg eine wichtige Rolle. Insgesamt konnten sich die Franzosen gegen die gegnerische Übermacht behaupten. Einen klaren Sieger gab es nicht.
Schließlich einigten sich Ludwig XIV. und der englische König Wilhelm III. auf einen Friedensschluss, dem sich das Reich anschließen musste. Im Frieden von Rijswijk musste Ludwig XIV. einige eroberte Gebiete wie das Herzogtum Lothringen, seine rechtsrheinischen Stützpunkte und alle reunierten Territorien außerhalb des Elsass räumen. Das 1681 von Frankreich besetzte Straßburg und das Elsass verblieben dagegen bei Frankreich.

## Vorgeschichte

### Französischer Einfluss im Reich

Ludwig XIV. im Krönungsornat (Porträt von Hyacinthe Rigaud, 1701)

Ludwig XIV. leitete aus dem Westfälischen Frieden ein Interventionsrecht der Garantiemacht Frankreich ab und betrieb eine aktive Politik im Reich. Diese manifestierte sich etwa im Rheinischen Bund und in der Suche nach Verbündeten unter den Reichsständen. Frankreich nahm im Streit zwischen einzelnen Ständen, etwa zwischen Kurmainz und der Kurpfalz (1658) oder im Wildfangstreit (bis 1667), eine Schiedsrichterfunktion ein.
Der Devolutionskrieg von 1667/68 gegen die Spanischen Niederlande berührte auch das Reich, weil es dabei um Teile des Burgundischen Reichskreises ging. Allerdings leisteten das Reich oder die Reichsstände dagegen kaum Widerstand. Dies übernahm die Tripel-Allianz von 1668 aus England, den Niederlanden und Schweden.
Aus Furcht vor einer übermächtigen Dominanz Habsburgs im Reich erschien vielen Reichsständen ein Bündnis mit Frankreich insbesondere in den 1660er Jahren als logische Konsequenz. Infolge der fortgesetzten Expansionspolitik Frankreichs verlor Ludwig XIV. aber zunehmend an Prestige. Dazu trug etwa die Besetzung des Herzogtums Lothringen (1670) oder die Auslösung des Holländischen Krieges bei. In diesem stand die Mehrheit der Stände an der Seite der Niederlande und des Kaisers gegen Ludwig XIV.

### Reunionspolitik, Osmanenkrieg und Aufhebung des Edikts von Nantes

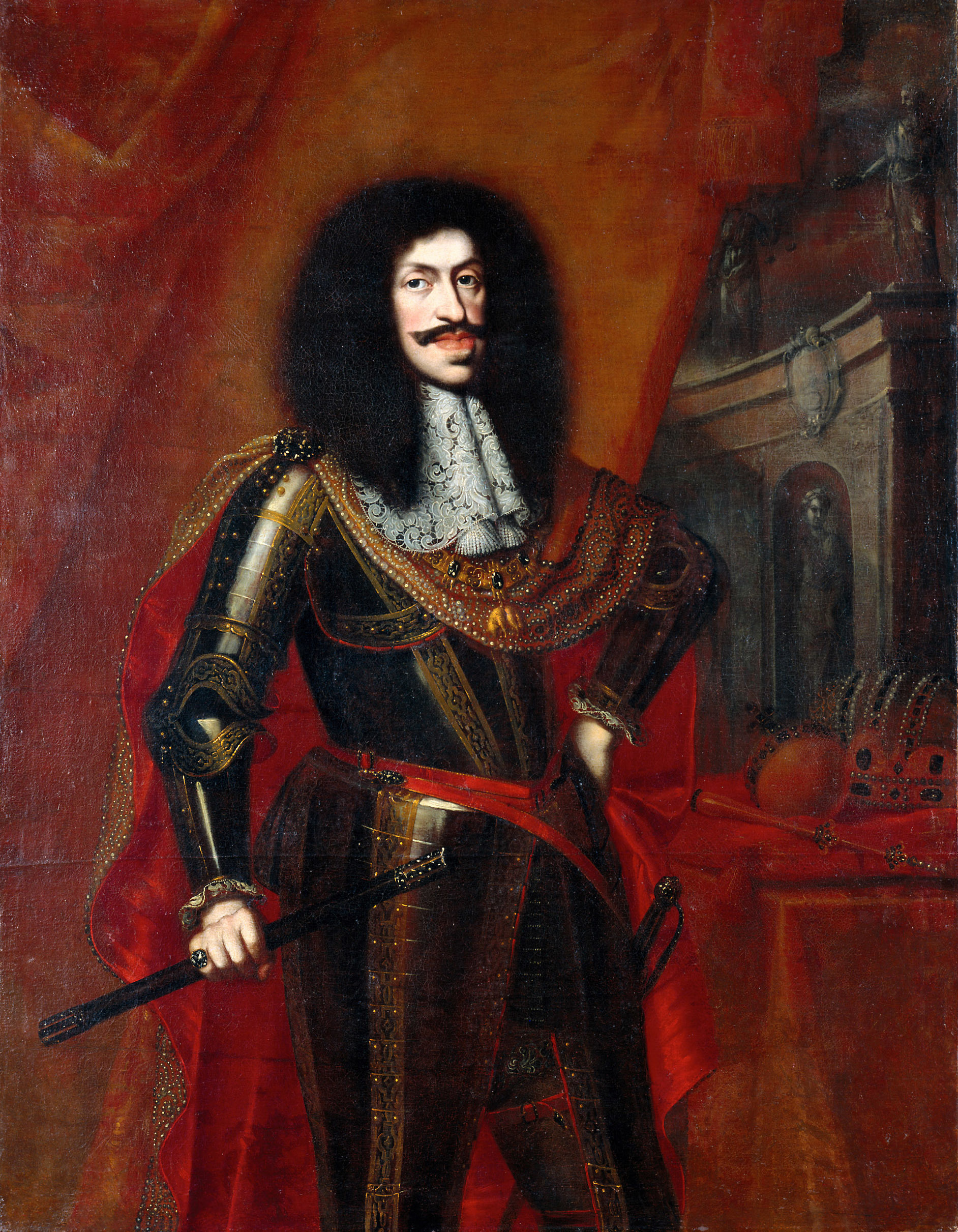
Kaiser Leopold I. (Gemälde von Benjamin von Block um 1672)

Die Reunionspolitik Ludwigs XIV. trug dazu bei, dass die meisten Reichsstände – mit Ausnahmen wie dem Kurfürstentum Brandenburg – wieder an die kaiserliche Seite rückten. Ludwig XIV. beanspruchte mit Hinweis auf einen unscharfen Artikel des Westfälischen Friedens zum Elsass Reichsterritorien und setzte die französische Herrschaft teilweise mit Hilfe der sogenannten Reunionskammern als Legitimationsbasis durch. Ohne Rechtsanspruch annektierte er 1681 die Reichsstadt Straßburg. Sofort begann Sébastien Le Prestre de Vauban mit der Befestigung der Stadt durch den Bau der Zitadelle von Straßburg. Mit der Unterwerfung des Elsass einher ging die Förderung des Katholizismus in diesem Gebiet. Dies führte relativ bald zu einer Veränderung der Konfessionsverhältnisse. Im Rahmen des Reunionskrieges von 1683/84 ließ Ludwig XIV. Luxemburg besetzen. Damit konnten Lücken im Festungssystem von Vauban geschlossen werden. Auch in Italien konnte der König seine Position mit dem Erwerb von Casale ausbauen.
Im Reich stieß die französische Politik auf Empörung und trug zum Abschluss einer strikt defensiven Reichskriegsverfassung bei. Sie sah ein von den Reichskreisen zu stellendes stehendes Heer vor, das im Kriegsfall verstärkt werden würde. Widerstand dagegen kam von den armierten Reichsständen wie Kurbrandenburg, die ihre Machtstellung in Gefahr sahen. Kaiser Leopold I. war ebenfalls mit dem Ergebnis wenig zufrieden, weil er das Reichsheer lieber unter der eigenen Kontrolle gehabt hätte. Er setzte stattdessen auf Bündnisse mit Kreisassoziationen wie in der Laxenburger Allianz. Bei allen Defiziten bereitete sich das Reich auf künftige militärische Auseinandersetzungen vor.
Durch die Offensive der Osmanen 1683 mit dem Höhepunkt der zweiten Wiener Türkenbelagerung war Leopold I. gezwungen, sich um die Sicherung seiner Erblande zu kümmern. Nach der Überwindung der akuten Krise konzentrierte er sich weiter auf den Kampf gegen die Osmanen. Der Große Türkenkrieg dauerte bis 1699, führte dazu, dass Österreich zur Großmacht aufstieg, und beförderte das Prestige des Kaisers im Reich stark. Diese Verschiebung der Prioritäten führte dazu, dass Leopold I. im Regensburger Stillstand von 1684 einen Waffenstillstand mit Frankreich schloss und die Reunionen vorläufig anerkannte. Der Regensburger Stillstand bedeutete keineswegs, dass Ludwig XIV. seine Expansionspolitik aufgegeben hätte.
Zusätzlich zur expansiven Politik im Westen des Reiches empörten die Aufhebung des Edikts von Nantes durch das Edikt von Fontainebleau 1685 und die Verfolgung der Hugenotten das protestantische Deutschland und die anderen protestantischen Mächte. Auf diese Weise verlor Ludwig XIV. mit dem Kurfürsten von Brandenburg einen seiner wichtigsten Verbündeten im Reich.

### Pfälzische Frage
Ludwig XIV. versuchte die Gebundenheit des Kaisers im Türkenkrieg zur Sicherung und zum Ausbau der durch die Reunionspolitik gewonnenen französischen Gebiete auf Reichsboden zu nutzen. Als Vorwand kamen ihm zum einen der Streit um die Nachfolge im Erzbistum Köln zustatten, zum anderen die Erbfolgefrage in der Pfalz. Ein weiterer Faktor war die Gründung der Augsburger Allianz.

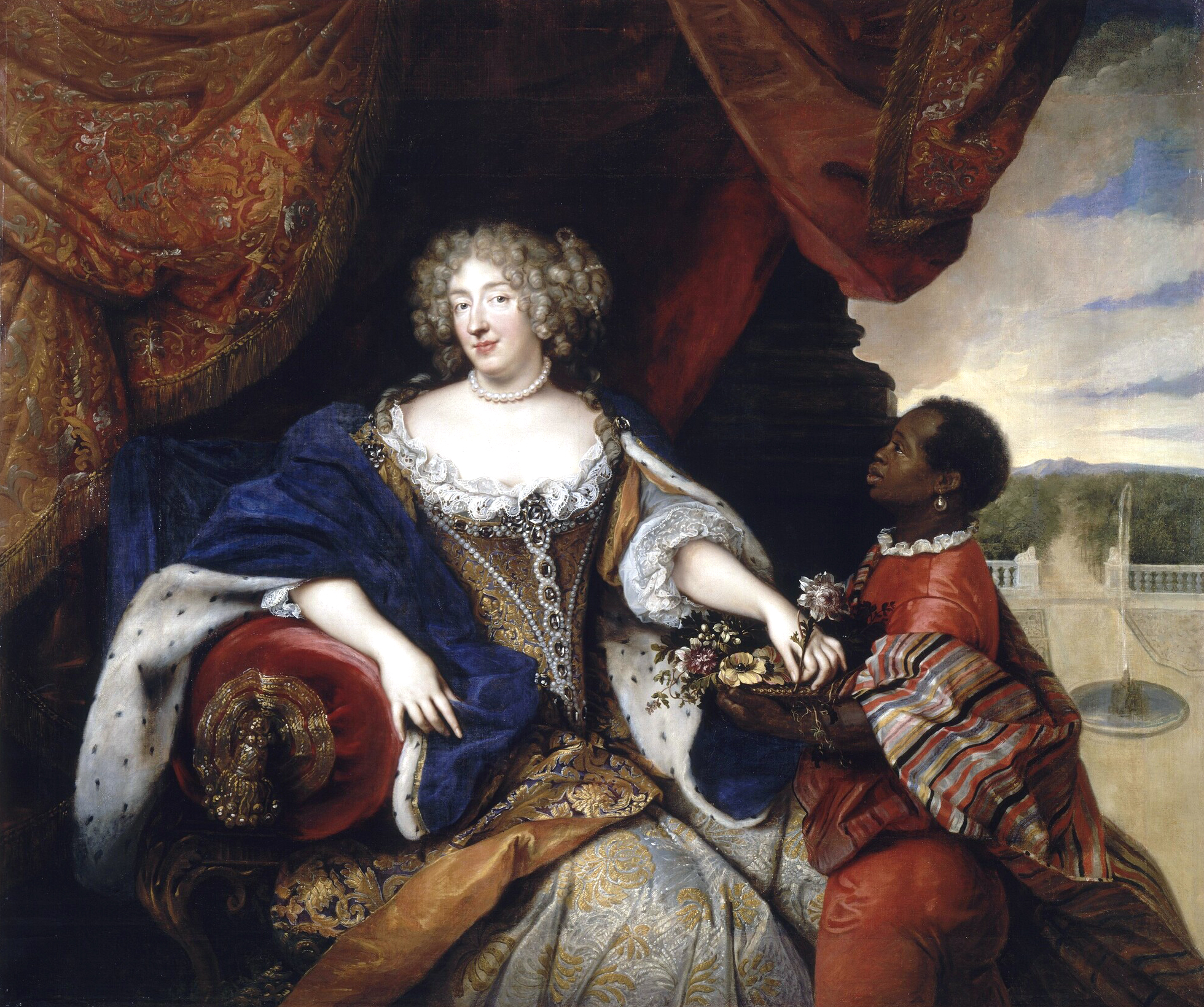
Der Streit um den Erbanspruch der Liselotte von der Pfalz verheiratet mit Philippe I. de Bourbon, duc d’Orléans, war einer der Auslöser des Krieges (Gemälde von François de Troy um 1680)

Kurfürst Karl I. Ludwig, der Sohn Friedrichs V., des Winterkönigs, hatte ursprünglich beabsichtigt, das politische Verhältnis zum angrenzenden Frankreich durch die Hochzeit seiner Tochter Liselotte von der Pfalz mit Herzog Philipp von Orléans, dem Bruder des „Sonnenkönigs“, zu stabilisieren. Das Projekt ging auf die Vermittlung Anna Gonzagas (1616–1684), der Schwägerin des Kurfürsten, und ihre Verbindungen zum französischen Hof zurück. Ludwig XIV. beabsichtigte damit eine enge politische Verbindung mit der Kurpfalz einzugehen, um seinen Einfluss im Reich zu wahren. Dass der Sohn des Kurfürsten seiner Schwester an Vitalität erheblich nachstand und sie sich deshalb gewisse Chancen auf ein Erbe ausrechnete, mag eine Rolle gespielt haben. Der Ehevertrag sah den Verzicht der pfälzischen Braut auf ihre territorialen Ansprüche im Reich vor. Aber die allodialen Besitzungen blieben davon ausgenommen. Nach dem Tod des Kurfürsten 1680 starb sein kinderloser Sohn Karl II. im Jahr 1685. Damit erlosch die reformierte Linie der Familie. Die Herrschaft ging mit Philipp Wilhelm an das katholische Pfalz-Neuburg über. Der neue Kurfürst machte kein Hehl aus seiner antifranzösischen Haltung.
Anlass für die französische Politik war der Anspruch auf das Erbe der Liselotte von der Pfalz, das im Heiratsvertrag nur unzureichend umschrieben war. Kurfürst Karl Ludwig hatte zwar Verfügungen in Geld und Naturalien in seinem Testament anerkannt, aber alle territorialen Ansprüche abgelehnt und Liselotte von der Erbfolge ausgeschlossen. Dieses Testament ließ Ludwig XIV. aber durch das Pariser Parlement für nichtig erklären.

### Augsburger Allianz
Im Mai 1686 hatte Ludwig XIV. bereits gedroht, die Ansprüche seines Bruders notfalls mit Gewalt durchzusetzen, und verlieh dem mit Truppenkonzentrationen und der Überschreitung des Rheins Nachdruck. Vor diesem Hintergrund bildete sich in Form einer erweiterten Kreisassoziation die Augsburger Allianz als Defensivbündnis. Ihr gehörten die Vorderen Reichskreise, der Kaiser, Spanien für den Burgundischen Reichskreis und Schweden für seine im Reich gelegenen Besitzungen an. Auch die Kurpfalz, Kurbayern und Schleswig-Holstein-Gottorf gehörten dem Bündnis an. Ziel war es, den Status quo auf der Basis des Westfälischen Friedens, des Friedens von Nimwegen und des Regensburger Stillstandes von 1684 zu bewahren. Wirklich wirksam wurde das Bündnis jedoch nicht, da die meisten Beteiligten es nicht einmal ratifiziert hatten. Als Ludwig XIV. den Pfälzischen Erbfolgekrieg begann, nannte er unter anderem die angeblich von dem Bündnis ausgehende Gefahr als einen Kriegsgrund. Ihm schien sich die Bedrohung noch zu verstärken, als sich Wilhelm III. von Oranien und Friedrich Wilhelm von Brandenburg in Kleve trafen.

### Kölner Bistumsstreit

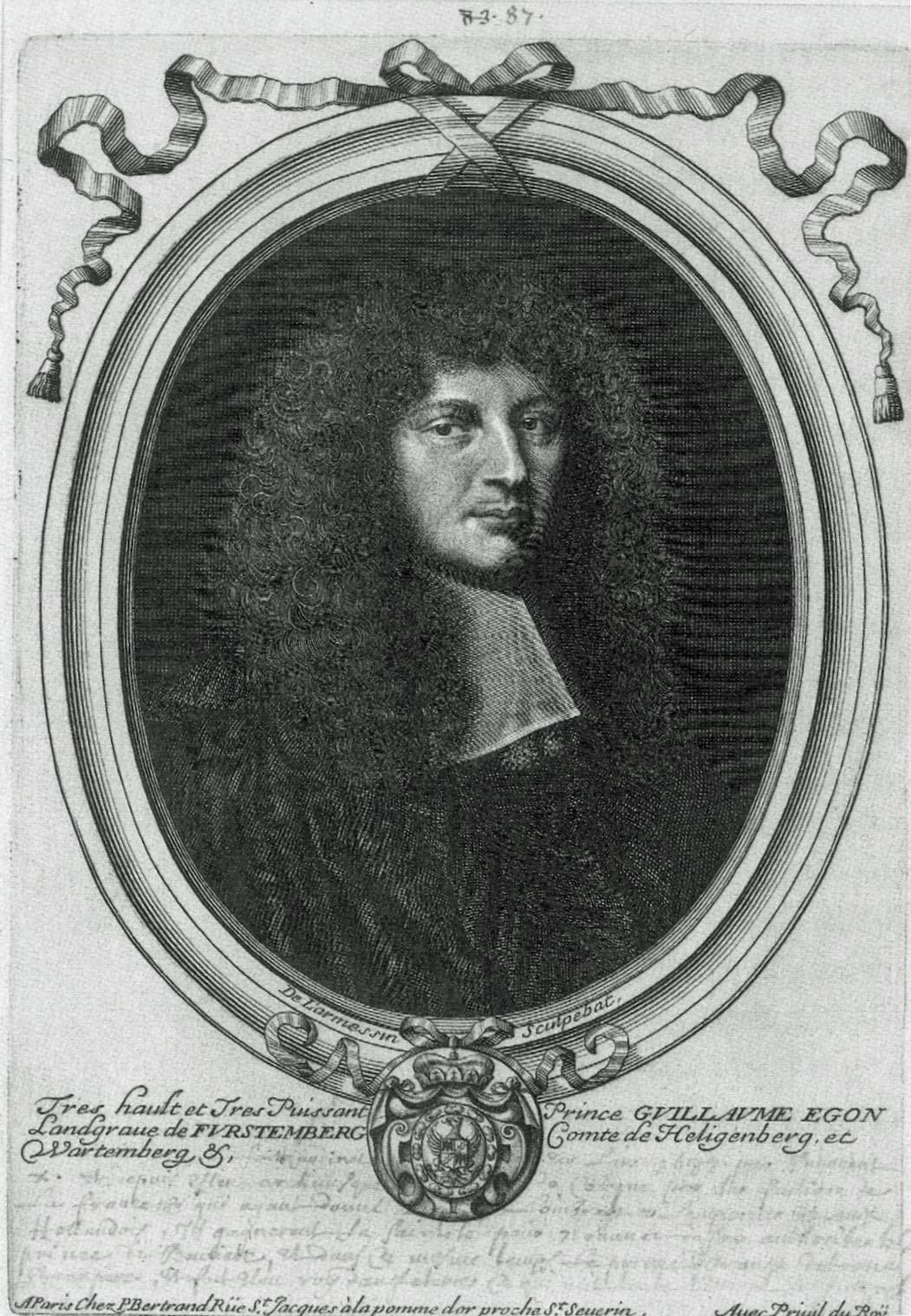
Wilhelm Egon von Fürstenberg war der von Ludwig XIV. protegierte Kandidat für den Kölner Bischofsstuhl (Porträt von Nicolas II. de Larmessin)

Der profranzösische Kurfürst von Köln Maximilian Heinrich von Bayern war im Juni 1688 gestorben. Dessen Vertrauter Wilhelm Egon von Fürstenberg-Heiligenberg hatte sich mit französischem Geld zuvor die Würde eines Koadjutors und damit die Aussicht auf die Nachfolge gesichert. Weil der Papst dieser Ernennung die Zustimmung verweigerte, wurde eine Bischofswahl nötig. Gegen von Fürstenberg trat Joseph Clemens von Bayern an. Zwar erhielt von Fürstenberg die meisten Stimmen, verfehlte aber die nötige Zweidrittelmehrheit. Gleichwohl betrachtete er sich als rechtmäßigen Bischof und schuf Fakten, indem er die Residenzstadt Bonn und wichtige Orte militärisch besetzen ließ. Kurfürstenkollegium und Kaiser wandten sich an den Papst, der Joseph Clemens zum Erzbischof ernannte. Ludwig XIV. akzeptierte die päpstliche Entscheidung nicht und schickte von Fürstenberg eine französische Armee zu Hilfe.

### Bündnisdiplomatie
Die Beziehungen der Niederlande zu Frankreich verschlechterten sich seit Ende 1687 stark, als Ludwig XIV. einen aggressiveren Kurs einschlug. Dieser führte zu einem Handels- und Zollkrieg, der eine militärische Auseinandersetzung als möglich erscheinen ließ. Vor diesem Hintergrund begann Wilhelm III. von Oranien im April 1688, ein Bündnis mit Leopold I. zu planen. Ziel war die Erneuerung eines kaiserlich-niederländischen Beistands- und Verteidigungsabkommens. Allerdings bestand bei Leopold I. mit Blick auf das Ausscheren der Niederlande im Holländischen Krieg erhebliches Misstrauen gegenüber Wilhelm III.
Im Zuge dieser Verhandlungen zwischen den Niederlanden und dem Kaiser war auch von kaiserlich-französischen diplomatischen Kontakten die Rede. Danach soll Ludwig XIV. zugesagt haben, nicht in der Pfalz einzugreifen und das gesamte Elsass zurückzugeben, sollte Leopold I. im Fall eines französischen Krieges gegen die Niederlande neutral bleiben. Auch wolle sich Ludwig XIV. nicht in die Nachfolgefrage in Spanien einmischen, wo nach dem für die nahe Zukunft erwarteten Tod des schwächlichen Karls II. Erbstreitigkeiten drohten. Obwohl der Kaiser selbst darüber in Gesprächen mit dem niederländischen Gesandten berichtete, gab es diese Angebote tatsächlich in dieser Form nicht. Sie hätten auch etwa im Fall des Elsass einer jahrelang von Ludwig XIV. betriebenen Politik widersprochen. In den französischen Quellen finden sich dazu keine Belege. Nur auf unterer diplomatischer Ebene gab es geheime Kontakte zwischen Wien und Versailles, um nach einem Ausgleich zu suchen. Dabei war aber von weitreichenden Zugeständnissen Frankreichs nicht die Rede. Für ein Zustandekommen eines Bündnisses der katholischen Mächte war Ludwig XIV. zwar bereit, seine Interessen an der Pfalz aufzugeben, aber das setzte die Anerkennung der Reunionen und die Umwandlung des Regensburger Stillstandes in ein Friedensabkommen voraus.
Das vorgebliche Bündnisangebot Ludwigs XIV. an den Kaiser diente Wien als Mittel, um gegenüber den Niederlanden die eigenen Ziele deutlich zu machen. Dies war zum einen eine Revision der westlichen Reichsgrenzen und zum anderen die Klärung der spanischen Erbfrage. Diese Punkte waren im Grunde die Bedingungen Leopolds I. für ein Bündnis mit Wilhelm III. Letzterer benötigte dieses Bündnis auch, um sein Ziel, den englischen Thron zu besteigen, diplomatisch abzusichern. Zu offiziellen kaiserlich-niederländischen Bündnisverhandlungen kam es nach Kriegsbeginn, als die kaiserlichen Positionen erneut Thema wurden. Tatsächlich war im Bündnisvertrag vom Mai 1689 die niederländische Unterstützung Habsburgs in der Frage der spanischen Erbfolge vorgesehen.
Auch für Ludwig XIV. spielte die spanische Erbfolge eine wichtige Rolle bei seinen politischen Planungen. Er erließ 1688 nicht nur genaue Instruktionen zur militärischen Inbesitznahme der spanischen Besitzungen im Namen des Dauphins, sondern versuchte in diesem Zusammenhang auch, den bayerischen Kurfürsten mit dem Angebot, ihm das Königreich Neapel zu überlassen und Wittelsbach später zur Kaiserkrone zu verhelfen, auf seine Seite zu ziehen.

### Kriegsmanifeste

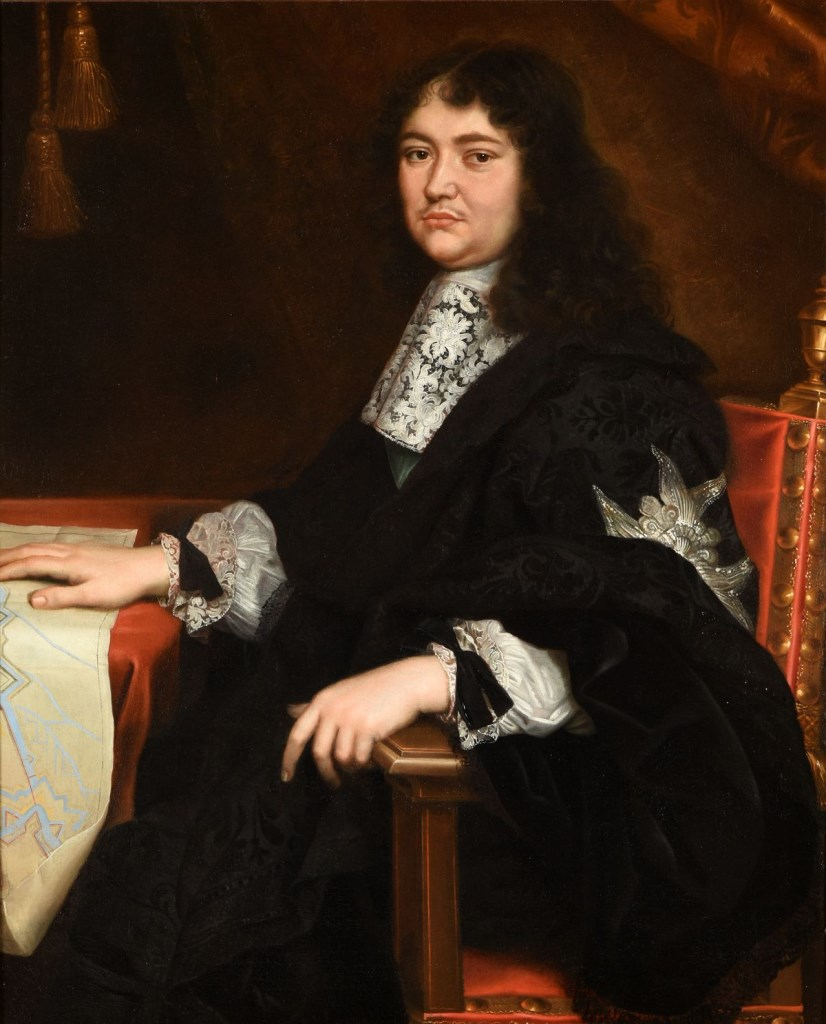
François Michel Le Tellier de Louvois hatte als französischer Kriegsminister erheblichen Einfluss im Vorfeld und während des Krieges (Gemälde vermutlich von Pierre Mignard)

Der französische Kriegsminister François Michel Le Tellier de Louvois riet Ludwig XIV. zum Handeln, noch ehe das gegnerische Bündnis bereit war und solange der Türkenkrieg die Gegner ablenkte. Am 24. September 1688 erließ Ludwig XIV. ein Kriegsmanifest. Darin verwies er auf sein großmütiges Verhalten beim Zustandekommen des Regensburger Stillstands und warf dem Kaiser und den Reichsfürsten ein feindseliges Verhalten vor. Dabei führte er die Weigerung des Reiches an, den Waffenstillstand in einen Friedensvertrag umzuwandeln. Auch warf er ihm vor, die pfälzische Frage nicht gütlich regeln zu wollen. Weitere Punkte waren die kölnische Frage und die Gründung der Augsburger Allianz. Er bot an, auf die Ansprüche in der Pfalz gegen eine entsprechende finanzielle Entschädigung zu verzichten. Er verlangte aber, dass sein Kandidat Erzbischof von Köln würde, während er anbot, dass Joseph Clemens Koadjutor werden könnte. Er forderte noch einmal, dass der Waffenstillstand in einen Friedensvertrag umgewandelt und das Reich damit die Reunionen anerkennen würde.
Er versuchte sich des Weiteren als Verteidiger der Rechte des Kölner Domkapitels und der Rechte der Reichsstände gegenüber dem Machtanspruch des Kaisers zu präsentieren. Sein eigentliches Argument, um einen gerechten Krieg zu rechtfertigen, war, dass er mit einem Krieg einem Angriff des Reiches zuvorkommen würde. Er sei zu diesem Schritt also gezwungen, um Frankreich zu schützen. Diese Ankündigung galt für drei Monate. Für die Zeit danach behielt sich Ludwig XIV. alle Handlungsoptionen vor. In der Zwischenzeit kündigte er an, einige Festungen und Gebiete in Besitz zu nehmen, die nach dem Krieg wieder zurückerstattet werden sollten.
Der Kaiser antwortete mit einem eigenen Manifest. Dieses soll von Leibniz entworfen worden sein und war durch zahlreiche Auflagen weit verbreitet. Darin wies Leopold I. alle Anschuldigungen Ludwigs XIV. zurück. Er betonte einerseits, dass er die Reunionen nicht anerkenne, und bekannte sich andererseits zum Inhalt des Regensburger Stillstandes. Vorwürfe, diesen durch die Bildung der Augsburger Allianz oder andere Maßnahmen gebrochen zu haben, wies er zurück. Insgesamt betonte er seine friedliche Grundhaltung, gab sich aber auch verteidigungsbereit. Dabei versuchte er auch gegenüber den Reichsständen dem Eindruck entgegenzutreten, dass er nicht zu einer aggressiven Politik übergehen würde.

## Verlauf

### Verheerung der Pfalz und der Nachbarregionen

Kampfgebiete im Pfälzer Erbfolgekrieg 1688/89, visualisiert auf den heutigen deutschen Grenzen

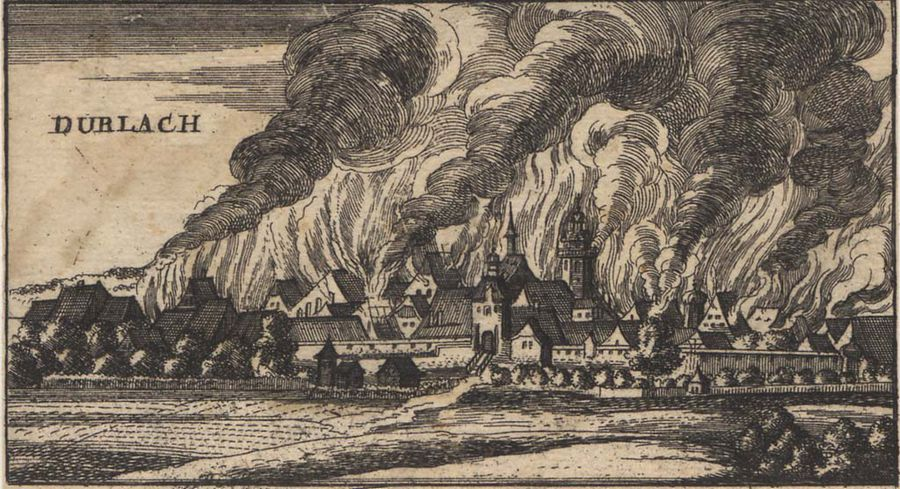
Das brennende Durlach 1689 (zeitgenössische Darstellung)

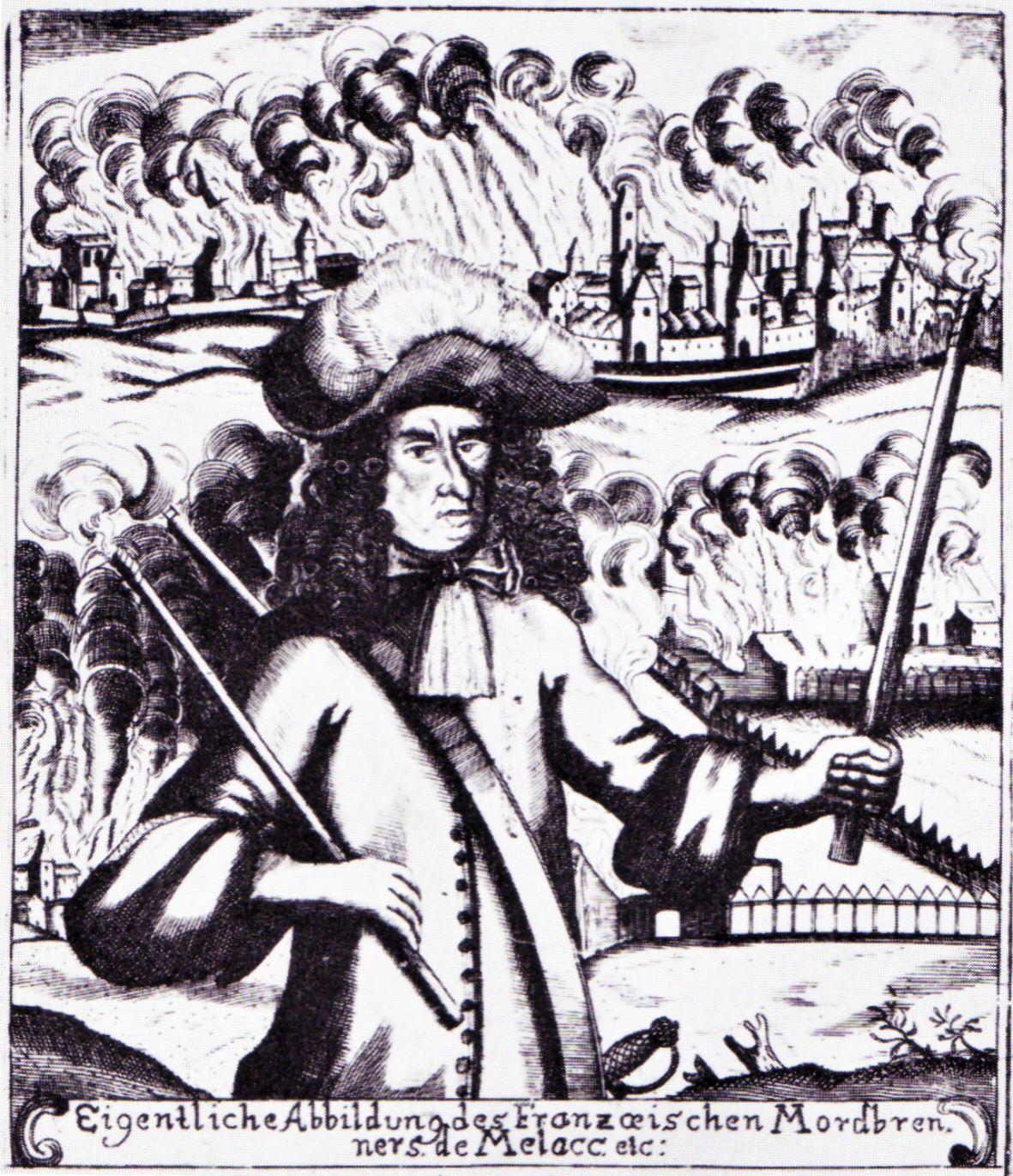
Die Truppen des Generals Ezéchiel de Mélac führten die Verwüstungen aus (zeitgenössischer Kupferstich)

Frankreich versuchte, wie angekündigt, seinen Forderungen Nachdruck zu verleihen, indem es 1688 in die Pfalz und das linksrheinische Gebiet einfiel (sog. Franzoseneinfall). Ludwig XIV. hoffte auf einen kurzen Feldzug nach Art des Reunionskrieges von 1683/84. Einen langen Krieg hatte er nicht im Sinn.
Im Zusammenhang mit dem Streit um die Besetzung des Kölner Erzbischofstuhls besetzten französische Truppen auf Einladung Fürstenbergs Bonn, Neuss und Kaiserswerth. In Kurtrier leisteten Koblenz und die Festung Ehrenbreitstein Widerstand. Nicht angegriffen wurde die Reichsstadt Köln, weil diese von den Truppen des Brandenburger Kurfürsten geschützt wurde.
Für die Hoffnung auf einen kurzen Feldzug spricht, dass die Armee, die am 24. September 1688 den Rhein bei Straßburg überquerte, nur 40.000 Mann stark war. Sie stand unter dem Kommando des Dauphins Louis de Bourbon und des Marschalls Duras. Erstes Kriegsziel war die Festung Philippsburg. Sébastien Le Prestre de Vauban übernahm den Befehl bei der Belagerung, die im Oktober 1688 erfolgreich war. Zwei Wochen später fiel die Festung Mannheim. Kurze Zeit später eroberten die Franzosen die Festung Frankenthal. Vom Kriegsausbruch überrascht, ergaben sich im weiteren Verlauf der ersten Kriegswochen Mainz und Heidelberg. Französische Truppen griffen weit darüber hinaus bis Ulm und Mergentheim aus, um das Land auszuplündern und Kontributionen einzutreiben. Bei Widerstand oder unzureichenden Kontributionen wurden die besetzten Orte häufig zerstört. Bei den militärischen Operationen in Deutschland kam es zu keiner einzigen Feldschlacht. Die Machtdemonstration der Franzosen und der angerichtete Schaden sollte die Gegenseite dazu zwingen, die Bedingungen Ludwigs XIV. zu akzeptieren, was sich aber nicht erfüllte.
Der Schwäbische Reichskreis und auch die rheinischen Kurfürsten hatten noch nicht mit konkreten Kriegsvorbereitungen begonnen. Die kaiserlichen Truppen waren anfangs im Wesentlichen noch durch den Türkenkrieg gebunden und konnten keine wirksame Hilfe leisten. Die auf die Reichskreise aufbauende Verteidigungsordnung erwies sich als völlig überfordert. Erste Hilfe kam von den armierten Reichsständen. Es dauerte aber einen Monat, ehe die Kurfürsten von Brandenburg und Sachsen, der Herzog von Braunschweig-Lüneburg und der Landgraf von Hessen-Kassel in Magdeburg zusammentrafen, um über ein gemeinsames Vorgehen zu beraten. Als armierte Reichsstände stellten die beteiligten Fürsten die Truppen, während die nichtarmierten Stände für Quartier und Finanzierung aufzukommen hatten. Die Truppen der armierten Reichsstände erhoben in den von den Franzosen geräumten Gebieten selbst Kriegskontributionen, die das Leiden der Bevölkerung noch vermehrten. Die Unterstützung der armierten Stände zwang den Kaiser später auch zu politischen Zugeständnissen. So hing die Verleihung der Kurwürde an Ernst August von Hannover mit der Stellung einer Armee zusammen. Sie profitierten auch finanziell von den Subsidien der Seemächte und Assignationen des Kaisers.
Zunächst wurden die Truppen des Magdeburger Konzertes seit Oktober 1688 am Niederrhein und am Mittelrhein eingesetzt. Der bayerische Kurfürst Maximilian II. Emanuel befehligte eigene und kaiserliche Truppen in der Gegend von Frankfurt am Main. Der Krieg begann auf das gesamte Reich auszugreifen, als sich die Niederlande im November zur Teilnahme entschlossen. Zum ersten Mal kam es am 15. Februar 1689 auch zu einer Reichskriegserklärung, an die sich freilich nicht alle Reichsstände gebunden fühlten.
Die klare Reaktion des Reichs, die Unterstützung durch die Niederlande und die allmähliche Konzentration von Truppen am Rhein zeigten Ludwig XIV., dass er nicht mit einer kurzen Kriegsdauer rechnen konnte. Er entschloss sich, die eigenen Truppen aus ihren vorgeschobenen Positionen abzuziehen. Stattdessen wurden starke defensive Kräfte in Philippsburg, Freiburg im Breisgau, Breisach und in Kehl konzentriert. Auch in Mainz gab es französische Besatzungen.
Auf Anraten seines Kriegsministers Louvois ließ Ludwig XIV. auf dem Rückzug die Pfalz und angrenzende Gebiete im Vorfeld der eigenen Festungen systematisch verwüsten. Dörfer, Burgen und Festungen und ganze Städte wurden in der Pfalz, im nördlichen Kurtrier und in der Markgrafschaft Baden zerstört. Ezéchiel de Mélac trug dazu als französischer General maßgeblich bei. Ab dem Januar 1689 wurden planmäßig elf Dörfer des Oberamts Heidelberg südlich des Neckars niedergebrannt, nachdem die Bewohner vertrieben worden waren. Vor dem Widerstand kursächsischer Truppen bei Weinheim wichen die Franzosen zurück und legten unter Ausschreitungen gegen die Bevölkerung Handschuhsheim in Schutt und Asche. In Heidelberg wurden nur die Befestigungen von Schloss und Stadt gesprengt, der französische Stadtkommandant Graf Tessé begnügte sich seinen Oberen gegenüber mit einigen kleineren Feuern in der Stadt, die letztlich nur 34 Häuser zerstörten. Mannheim dagegen wurde als Festungsstadt dem Erdboden gleichgemacht. Die französischen Truppen wandten sich daraufhin nach Süden und setzten ihr Zerstörungswerk am mittleren Oberrhein (Mühlburg, Durlach, Ettlingen und Pforzheim, Baden-Baden mit dem Neuen Schloss) und im Kraichgau (Bretten) fort.
Später folgte die systematische Zerstörung des linksrheinischen Gebietes nördlich einer Linie Philippsburg–Neustadt–Kaiserslautern–Mont Royal, vor allem der pfälzischen Oberämter Oppenheim und Alzey, aber auch der Reichsstädte Speyer und Worms samt ihren romanischen Bischofskirchen. Bei dem Versuch, die Kaiserdome in Speyer und Worms durch Feuer zu zerstören, brannte der Wormser Dom völlig aus und der Speyerer Dom wurde so stark beschädigt, dass das westliche Langhaus einstürzte und der Westbau teilweise abgetragen werden musste.
Das Ziel war die Bildung eines Gebiets, das keine Hilfsmittel und Befestigungen mehr besaß und nicht mehr als gegnerisches Aufmarschgebiet dienen konnte. Daher wurden insbesondere zahlreiche Burgen und andere Befestigungswerke zerstört. Die meisten bis dahin noch vollständig oder teilweise bestehenden Burgen im linksrheinischen Teil des heutigen Rheinland-Pfalz wurden vernichtet. Dazu zählten etwa die Burgen Klopp, Ehrenfels, Schönburg, Stahleck, Stolzenfels, Thurant, Cochem, Fürstenberg, Neudahn, Metternich, Ramstein, Winneburg, Kastellaun, Burg Landskron, Burg Rheingrafenstein, Baldenau, Madenburg oder das Hambacher Schloss.
Der militärische Effekt der verbrannten Erde wurde allerdings durch einen ungeheuren Einbruch der öffentlichen Meinung im Reich und im Ausland zu Ungunsten Frankreichs und seines Zerstörungswerks erkauft. Dies trug dazu bei, die gegnerische Koalition zu stärken.

### Glorious Revolution und irischer Aufstand

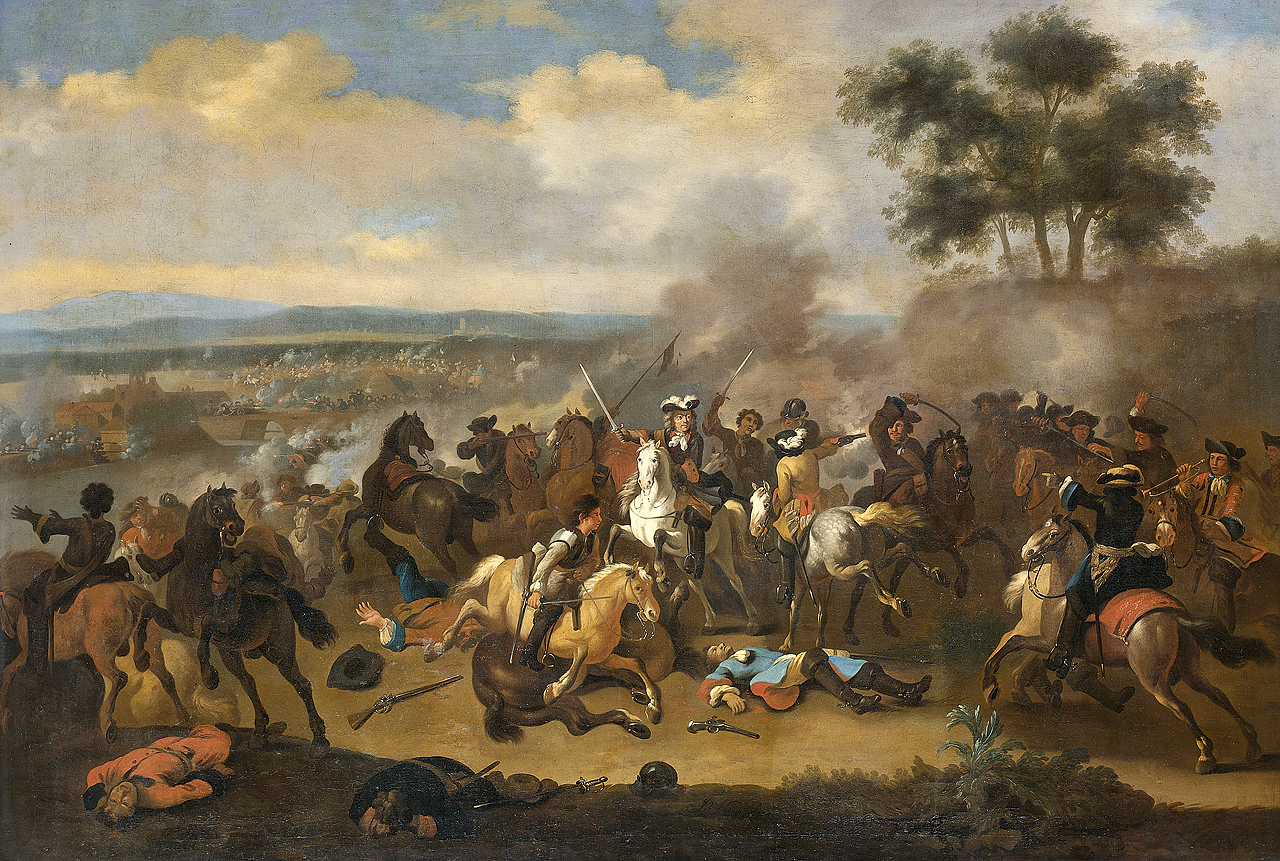
Schlacht am Boyne (Gemälde von Jan van Huchtenburg)

In England gab es aus verschiedenen Gründen Widerstand gegen die Herrschaft Jakobs II. Wilhelm III. wurde von einer Gruppe hochrangiger Persönlichkeiten angeboten, an dessen Stelle zu treten. Einen wichtigen Grund, dieses Angebot anzunehmen, bildete für Wilhelm selbst seine Gegnerschaft zu Ludwig XIV. und das Ziel, für den Konflikt mit Frankreich seine Machtbasis zu vergrößern. Von großer Bedeutung war die diplomatische Absicherung des Unternehmens im Vorfeld. Wilhelm III. erhielt die Zusicherung armierter protestantischer Reichsstände, dass diese bei seiner Abwesenheit die Niederlande und den westlichen Teil des Reiches schützen würden. Dies war eine Voraussetzung für die Zustimmung der Generalstaaten und insbesondere des dominierenden Hollands für eine Invasion in England. Dabei betonten die Gesandten Wilhelms III. immer wieder die Bedrohung des Protestantismus in Europa, wenn man sich nicht zum Eingreifen in England entschließen würde. Ins Spiel gebracht wurde zudem ein angeblich bevorstehendes katholisches Bündnis zwischen Wien und Versailles.
Wegen ihrer Konzentration auf dem deutschen Kriegsschauplatz setzten die Franzosen gegen die spanischen Niederlande nur eine schwache Armee ein, die die Festungen Dinant und Huy an der Maas einnahm. Die Konzentration der Franzosen in Deutschland ermöglichte es Wilhelm III. von Oranien, nach England überzusetzen und dort zusammen mit seiner Frau Maria II. die Macht zu übernehmen. Der entmachtete Jakob II. floh nach Frankreich an den Hof Ludwigs XIV.

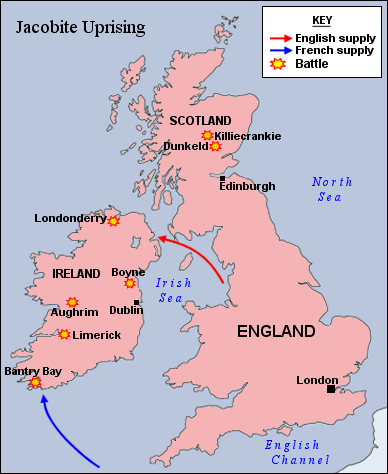
Jakobitische Aufstände auf den britischen Inseln 1689–1691

In Schottland und vor allem in Irland kam es zu Aufständen der Jakobiten gegen den neuen König und für eine Restauration der Stuartherrschaft. Während die Unruhen in Schottland bald beendet werden konnten, nahmen sie in Irland einen größeren Umfang ein. Führer der Rebellion war Richard Talbot, 1. Earl of Tyrconnell. Mit einer französischen Flotte landete Jakob II. selbst im März 1689 in Irland. Im irischen Krieg wurde er von Ludwig XIV. mit Geld und Soldaten unterstützt. Der französische König hoffte darauf, so Wilhelm III. vom europäischen Kriegsschauplatz fernhalten zu können. Zur Unterstützung des Aufstandes dienten auch große Flottenoperationen, die weiter unten beschrieben werden.
Mit französischer Hilfe stellte Jakob II. eine Armee von etwa 30.000 Mann auf. Allerdings waren die Soldaten wenig erfahren und schlecht versorgt. Die Armee belagerte die protestantische Stadt Londonderry, musste die Belagerung aber schließlich wieder abbrechen. Wilhelm III. landete 1690 mit einer Truppe von 35.000 Mann in Irland unter dem Kommando von Friedrich von Schomberg. Dieser war Hugenotte und früher Marschall von Frankreich gewesen. Die alliierten Truppen marschierten auf Dublin. Jakob II. versuchte seinerseits, dieses Aufgebot mit 23.000 Iren und Franzosen in der Schlacht am Boyne aufzuhalten. Wilhelm III. siegte und Jakob II. floh zurück nach Frankreich.
Im Oktober des Jahres eroberte John Churchill, 1. Duke of Marlborough, die Städte Cork und Kinsale für Wilhelm III. Godert de Ginkell nahm zunächst Ballymore ein und nach einer Belagerung Athlone im Sommer 1691. Die Soldaten von Jakob II. unter Charles Chalmont de Saint-Ruth griffen die Alliierten kurze Zeit später in der Schlacht von Aughrim an und unterlagen.
In der Folge eroberten die Alliierten die meisten irischen Stützpunkte. Lediglich Limerick hielt aus und konnte erst nach einer längeren Belagerung im Oktober 1691 genommen werden. Damit hatte sich Wilhelm III. auch in Irland durchgesetzt.
Im Jahr 1692 planten die Franzosen, um Jakob II. doch wieder auf den Thron zu verhelfen, eine Landung in England selbst. Es gelang den Franzosen aber nicht, die Seeherrschaft in den Seeschlachten von Barfleur und La Hougue im englischen Kanal zu erringen. Damit waren die militärischen Versuche Ludwigs XIV., die Stuartherrschaft zu restaurieren, gescheitert. Die Niederländer und die Engländer konnten nun mit stärkeren Kräften auf dem Kontinent eingreifen.

### Große Allianz

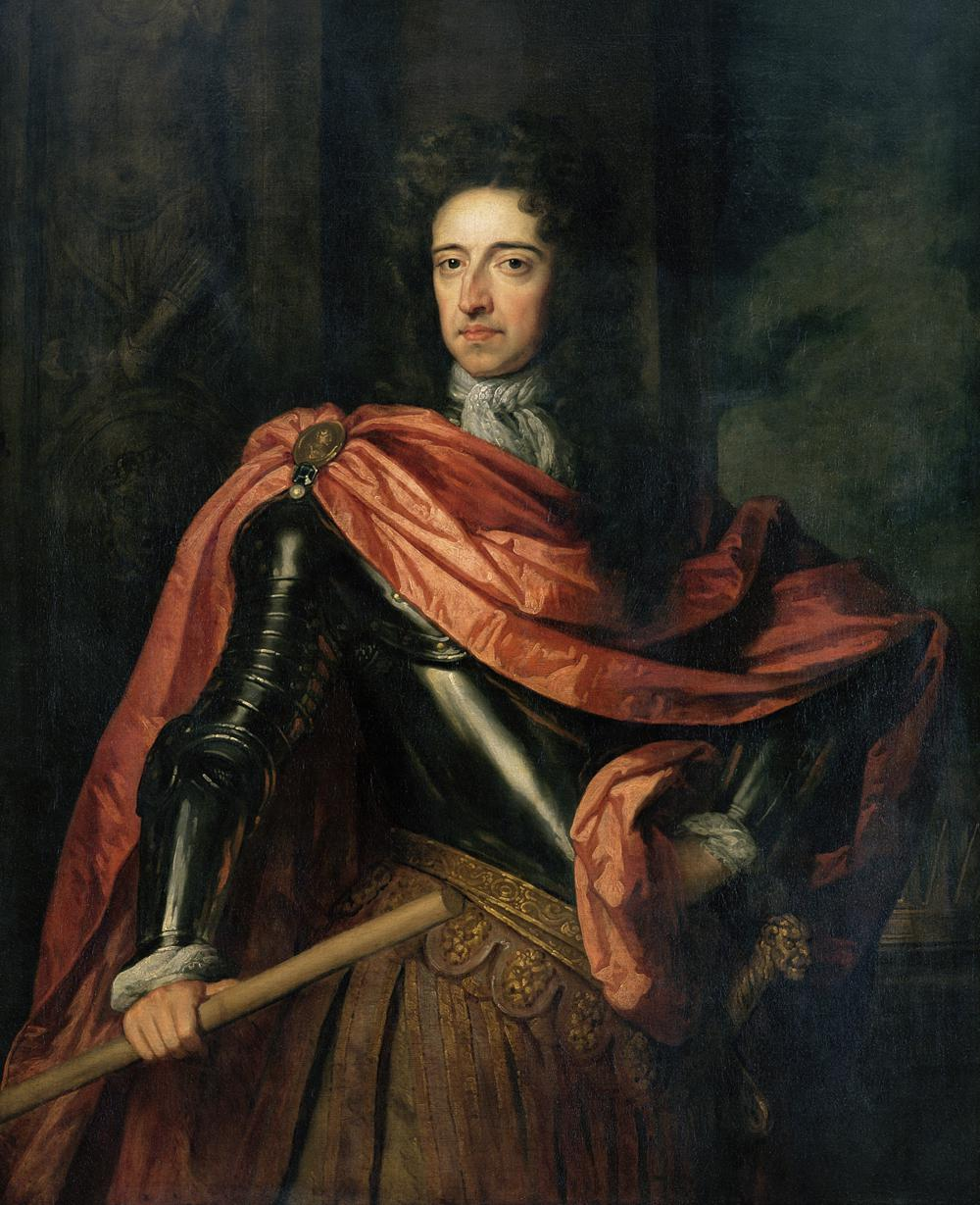
Wilhelm von Oranien beherrschte in Personalunion die Niederlande und England (Gemälde von Godfrey Kneller aus den 1680er Jahren)

Im Jahr 1689 gewann das gegen Ludwig XIV. gerichtete Bündnis an Stärke. Von erheblicher Bedeutung war, dass mit Wilhelm III. von Oranien eine Persönlichkeit vorhanden war, um die sich Anfang 1689 eine breite Koalition bildete. Dieser schlossen sich neben dem Kaiser unter anderem Kurbrandenburg, Kursachsen, Kurbayern und das Herzogtum Hannover an. 1690 schlossen sich auch Spanien und Savoyen der Großen Allianz an. Einige der vorderen Reichskreise schlossen sich mit ihrer Kreisassoziation der Heilbronner Allianz nach 1691 dem Bündnis ebenfalls an. Die Kriegsziele auf Seiten der deutschen Verbündeten gingen so weit, Frankreich auf die Grenzen von 1648 zurückdrängen zu wollen. Der Kaiser schloss mit England im Mai/Dezember 1689 ein Offensiv- und Defensivbündnis. Dem schlossen sich Spanien im Juni 1690 und ferner Savoyen an. Ziel des Bündnisses war es, Frankreich alle Gebiete, die es seit 1659 annektiert hatte, wieder abzunehmen, das Herzogtum Lothringen wiederherzustellen und Pignerol an Savoyen zu geben. Im Fall des Todes des spanischen Königs Karl II. sollte dessen Besitz auf die österreichische Linie des Hauses Habsburg übergehen. Ein Bündnis zwischen dem katholischen Kaiser und den protestantischen Mächten war im konfessionellen Zeitalter keineswegs selbstverständlich. So holte sich Leopold I. zunächst bei seinem Hoftheologen Rat. Von größerer Bedeutung war, dass der Papst keine Einwände erhob. Es kam damit ein Bündnis zustande, das bis zum Ende des Spanischen Erbfolgekrieges im Kern Bestand haben sollte.
Durch die Internationalisierung des Krieges nahmen auch die Kriegsziele zu. Da war zum einen der französische Versuch, die Stuartherrschaft in England wiederherzustellen. Es ging auch um die für den französischen Handel negative Konkurrenz durch die Niederlande. Außerdem weitete sich der Konflikt auf die Kolonien aus.
Theoretisch hätten die Verbündeten etwa 400.000 Mann aufbringen können, denen die Franzosen unter Anspannung aller Kräfte nur höchstens 260.000 Mann hätten gegenüberstellen können. Tatsächlich waren die Kräfte insbesondere auf alliierter Seite aber deutlich geringer. Das Reichsheer war von seiner Sollstärke weit entfernt und die kaiserlichen Truppen waren zu einem Gutteil gegen die Osmanen eingesetzt. Starke Kräfte brachten die Brandenburger, Sachsen und Bayern auf. Die Holländer stellten 60.000 und die Engländer 50.000 Mann. Spanien kam mit Mühe auf etwa 40.000 Mann. Die Schweden und Dänen beteiligten sich mehr oder weniger symbolisch mit geringen Kontingenten. Savoyen stellte 15.000 Mann auf. Zahlenmäßig waren die Verbündeten überlegen, aber die französischen Truppen waren erfahren und standen unter einer einheitlichen Führung. Die französische Armee war zu dieser Zeit die stärkste Europas mit einer für die Zeit hervorragenden Organisation.
Anders als von Ludwig XIV. erhofft ließ sich der Konflikt nicht begrenzen. Mit der Internationalisierung wurde klar, dass der Krieg von längerer Dauer sein würde. Auf einen solchen war Frankreich indes nur schlecht vorbereitet. Umso bemerkenswerter war, dass sich das Land gegen eine große Übermacht behaupten konnte. Die französische Strategie sah vor, am Rhein defensiv zu operieren. Wilhelm von Oranien sollte durch die Kämpfe gegen die Jakobiten in England beschäftigt werden. Ludwig XIV. erhoffte sich ferner eine erneute osmanische Offensive. Er war zuversichtlich, Savoyen ausschalten und die spanischen Truppen in den Niederlanden schlagen zu können. Letztlich hoffte er auf ein Auseinanderfallen der gegnerischen Koalition. Von großer Bedeutung war, dass das Festungssystem nach dem Erwerb von Straßburg und Casale geschlossen wurde und dadurch Frankreich selbst kaum bedroht war.

### Landkrieg in Europa

#### Weitere Entwicklung auf dem deutschen Kriegsschauplatz

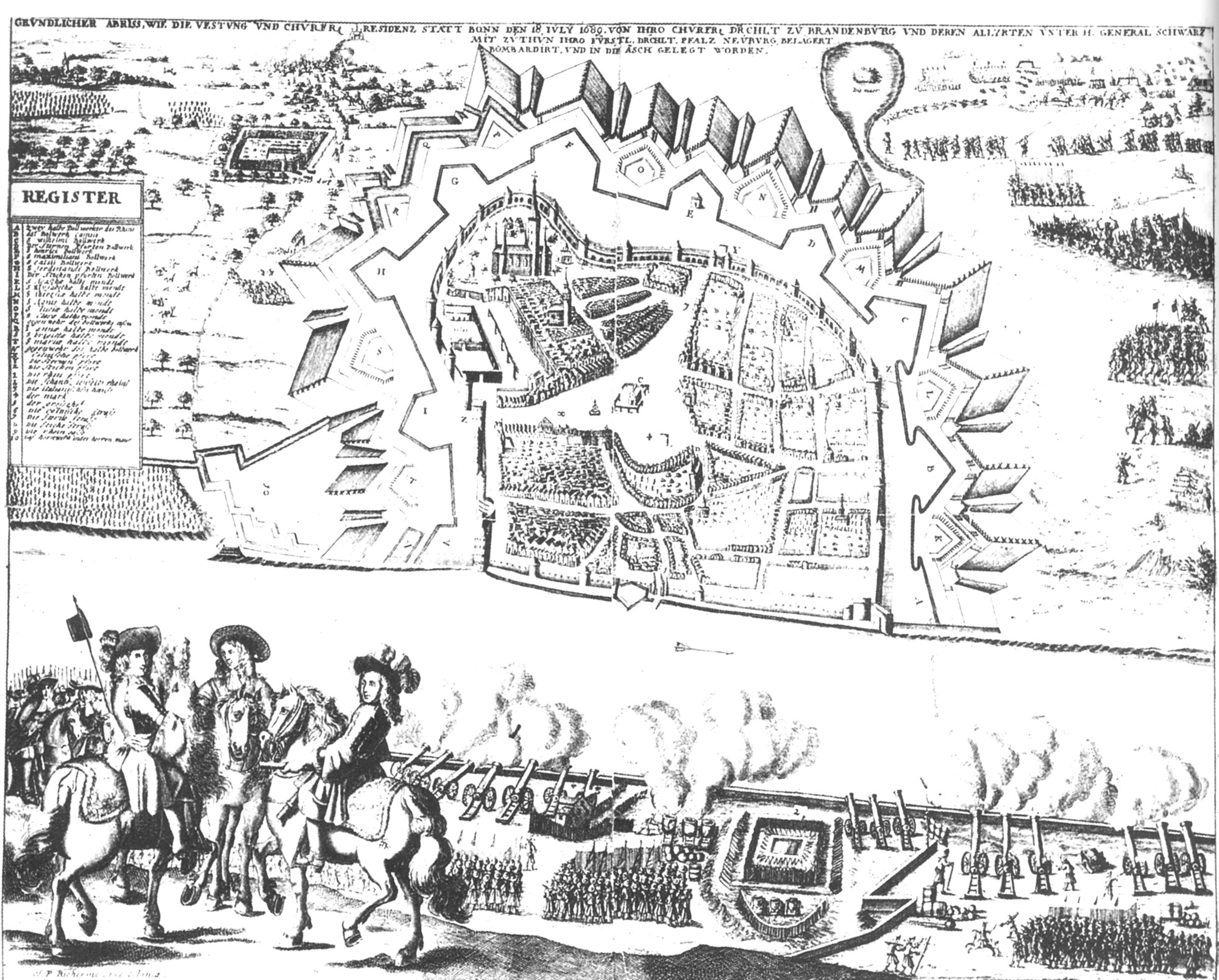
Beschießung Bonns von der rechten Rheinseite aus (zeitgenössischer Kupferstich von J.P. Richermo aus Köln)

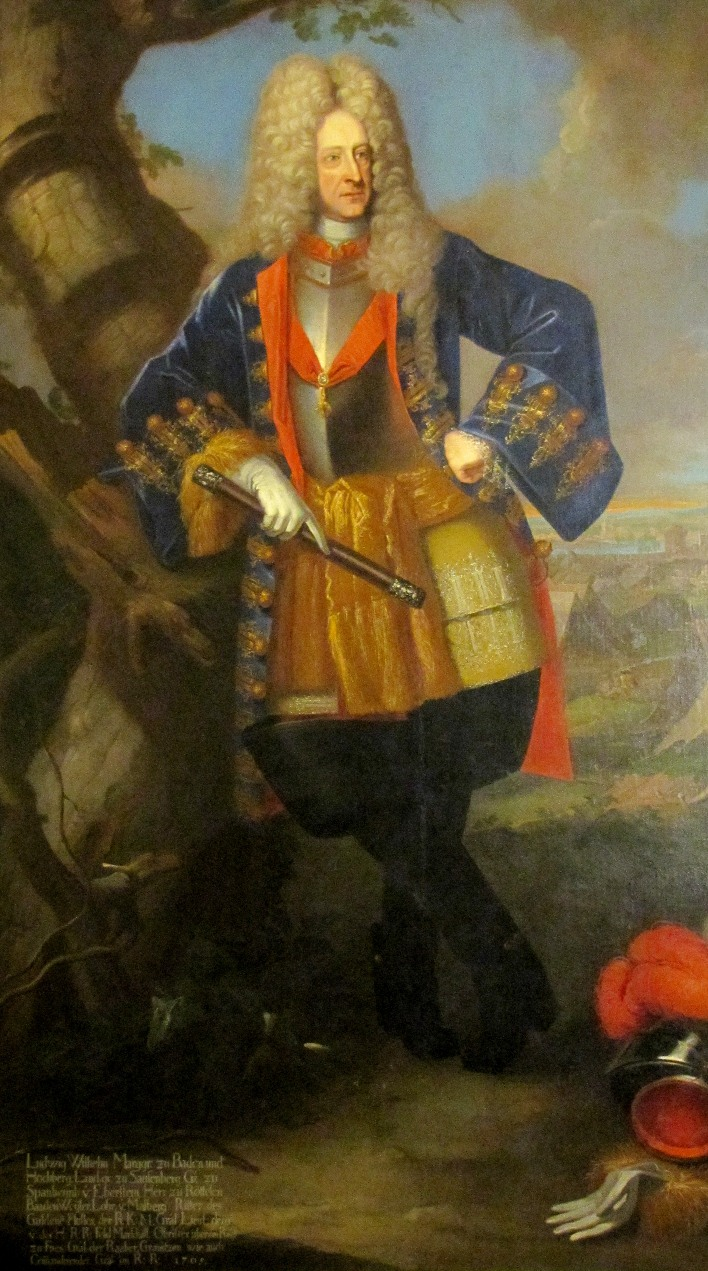
Der Markgraf Ludwig Wilhelm von Baden war seit 1693 Oberbefehlshaber auf dem deutschen Kriegsschauplatz (Gemälde eines unbekannten Künstlers um 1705)

Zu Beginn der Kampagne von 1689 hatten die Alliierten im Rheinland eine Armee von 150.000 Mann zusammengezogen. Am Niederrhein gingen die Brandenburger unter Kurfürst Friedrich III. in die Offensive. Am 12. März 1689 schlugen sie die Franzosen in der entscheidenden Schlacht bei Uerdingen. Am 13. Juni 1689 nahmen sie im Gefecht bei Neuss Rheinberg und am 27. Juni 1689 Kaiserswerth. Daraufhin begannen sie mit den Truppen anderer Alliierter die Belagerung von Bonn. Der kaiserliche Oberbefehlshaber Karl von Lothringen begann im Juli mit 60.000 Mann die Belagerung von Mainz. Nach dem Fall der Stadt am 10. September marschierte Lothringen in Richtung Norden, um die Belagerung von Bonn zu unterstützen. Die Belagerung führte zu einer weitgehenden Zerstörung der Stadt. Bonn kapitulierte am 12. Oktober. Damit war die Vorherrschaft der Allianz im Rheinland gesichert. Kurköln gehörte unter Joseph Clemens von Bayern fortan zu den Gegnern Frankreichs.
Nach den kaiserlichen Erfolgen verlief die Wahl Josephs im Januar 1690 zum deutschen König erfolgreich. Die Franzosen waren bemüht, ihre Festungen am Rhein zu halten. Ihnen kam zugute, dass die kaiserlichen Truppen weiterhin zu einem Großteil durch den Türkenkrieg beansprucht wurden.
Das Oberkommando an Stelle des verstorbenen Karl von Lothringen übernahm 1690 Max Emanuel von Bayern. Gegenüber stand ihm der Dauphin Louis de Bourbon, dauphin de Viennois, unterstützt von Marschall Guy Aldonce de Durfort, duc de Lorges. Der Feldzug konzentrierte sich auf den Breisgau. Auf dem deutschen Kriegsschauplatz scheiterte 1691 der Versuch der Franzosen, Mainz überraschend einzunehmen. Eine wirkungsvolle Kriegsführung scheiterte auch am internen Streit. Es gelang aber, den Abfall franzosenfreundlicher Reichsstände zu verhindern. Ebenfalls verhinderten die Verbündeten einen Friedensvorstoß Schwedens. Es war zwar gelungen, die Franzosen in die Defensive zu drängen, aber die Truppen des Reichs und des Kaisers waren zu einer Gegenoffensive zu schwach.
Im vierten Kriegsjahr (1692) wurden die Kampfhandlungen von den Franzosen unter Marschall Lorges durch einen Vorstoß an den nördlichen Oberrhein wieder aufgenommen. Sie nahmen unter anderem Pforzheim, Vaihingen und Calw ein und versuchten vergeblich, die Feste Rheinfels zu erobern. Deutschland war zu dieser Zeit für beide Seiten nur ein Nebenkriegsschauplatz.
Die insgesamt wenig erfreuliche Lage veranlasste den Kaiser dazu, dem badischen Markgrafen Ludwig Wilhelm von Baden („Türkenlouis“) den Oberbefehl im Westen zu übertragen. Erneut ging Marschall Lorges in die Offensive.
Heidelberg wurde nach kurzer Belagerung am 22. Mai 1693 erneut von den Franzosen eingenommen; zum einen, um einen schnellen Erfolg verbuchen zu können, zum anderen, um die Reichstruppen unter dem Markgrafen Ludwig Wilhelm von Baden über die taktischen Ziele im Unklaren zu lassen. Im Gefühl ihres schnellen und lang erwarteten Siegs fielen die französischen und vor allem die jakobitischen Truppen nach den Berichten des Marschalls Guy de Lorges stark alkoholisiert und durch ihre eigenen Offiziere kaum gehindert über die Heidelberger Bevölkerung her, richteten ein Massaker an und legten Brände, die schließlich die ganze Stadt in Schutt und Asche legten. Auch das Schloss, das 1689 nur an wenigen Stellen beschädigt worden war, sei vollständig ausgebrannt.
Die antifranzösische Publizistik im Reich schöpfte vor allem aus den Berichten aus Heidelberg selbst und nannte den französischen König „schlimmer als die Türken“. Obwohl die flächige Zerstörung der Stadt so nicht beabsichtigt gewesen war, ließ der König ein Te Deum singen und gab eine Medaille mit der Aufschrift „Heidelberga deleta“ („Heidelberg ist vernichtet“) heraus.
Der Markgraf von Baden konnte, vor allem durch die Verschanzung der Eppinger Linien, die Franzosen an einem weiteren Vordringen hindern. Trotz einiger Siege konnte er aber nicht verhindern, dass die Franzosen nach Württemberg vordrangen und das Land ebenso verwüsteten wie zu Kriegsbeginn die Pfalz – ein zweiter „Franzoseneinfall“. Außerdem musste das Land die Zahlung von 100.000 Talern jährlich als Kriegskontribution zusagen. Lorges gelang es allerdings nicht, den Markgrafen von Baden zu einer entscheidenden Schlacht zu zwingen; die französischen Truppen gingen wieder über den Rhein zurück. In der Folgezeit waren diese auf dem deutschen Kriegsschauplatz zahlenmäßig unterlegen, sodass sie sich im Wesentlichen auf eine defensive Kriegsführung und die Verteidigung der eigenen Grenzen beschränkten.
Im Jahr 1694 drang Ludwig von Baden ohne besonderen Erfolg ins Elsass ein. Zwei Jahre später verhinderten die Franzosen, dass die Truppen unter Ludwig von Baden Philippsburg belagerten. Kurz vor dem Friedensschluss eroberten kaiserliche Soldaten unter dem Oberbefehl des Markgrafen von Baden am 27. September 1697 noch die Ebernburg an der Nahe.
Im selben Jahr wurde mit der Frankfurter Assoziation ein Bündnis aus dem Schwäbischen, Fränkischen und den rheinischen Reichskreisen geschlossen. Es wurde vereinbart, eine Armee von 40.000 Mann in Friedenszeiten und 60.000 Mann im Krieg aufzustellen. Diese Zahl wurde nie erreicht, weil unter anderem den durch die Kriegsfolgen besonders betroffenen Reichskreisen am Rhein erhebliche Minderungen ihrer Verpflichtungen zugesagt wurden. Weil kurz darauf die Friedensverhandlungen begannen, kam die Armee nicht mehr zum Einsatz. Das Bündnis wurde von der internationalen Wiener Großen Allianz integriert.

#### Niederländischer Kriegsschauplatz

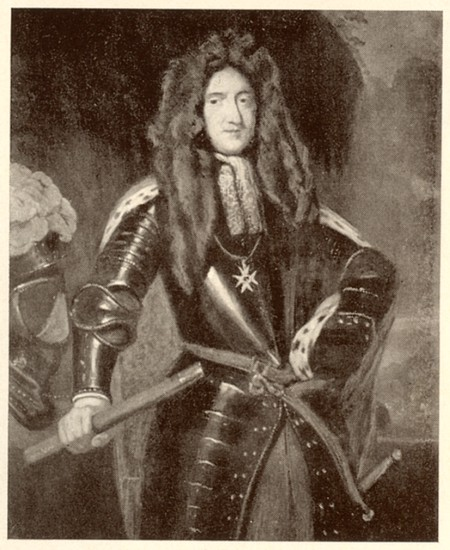
Georg Friedrich von Waldeck-Eisenberg vertrat Wilhelm III. als alliierter Oberbefehlshaber und erlitt einige Niederlagen (Darstellung von Gerrit van Honthorst um 1655)

Die spanischen Niederlande wurden zum eigentlichen Hauptschauplatz des Krieges. Während Wilhelm III. in England war, befehligte Georg Friedrich von Waldeck-Eisenberg auf dem Festland die alliierten Truppen.
Zunächst standen sich die französischen Truppen unter Marschall Louis de Crévant und die Alliierten einige Zeit untätig gegenüber. Am 26. August 1689 griffen die Franzosen das befestigte Lager von Walcourt an; sie wurden zurückgeschlagen.
Die Verbündeten unter Waldeck erlitten in der Schlacht bei Fleurus am 1. Juli 1690 gegen die von Marschall François-Henri de Montmorency-Luxembourg befehligten Franzosen eine schwere Niederlage. Weil Luxembourg Truppen abgegeben hatte und die Niederländer von den Deutschen Verstärkung erhielten, wirkte sich die Schlacht nicht entscheidend aus. Waldeck konnte sich mit den Resten seiner Armee nach Brüssel zurückziehen und sie durch spanische und deutsche Kräfte wieder aufbauen. Der preußische Kurfürst führte Waldecks Truppen im August 1690 eine Armee von 55.000 Mann zu.

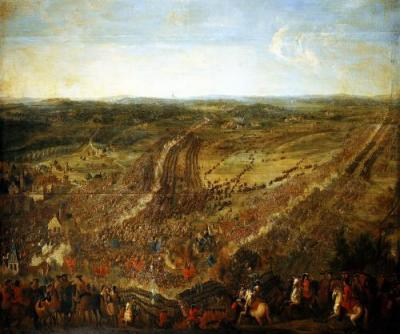
Die Schlacht von Fleurus, 1. Juli 1690, Öl auf Leinwand, Gemälde des französischen Malers Pierre-Denis Martin (1663–1742)

Die Kampagne von 1691 eröffneten die Franzosen mit der Belagerung von Mons. Dabei führte Ludwig XIV. die 46.000 Mann starken Truppen gegen Mons selbst an; Vauban leitete die eigentliche Belagerung. Die Belagerer wurden vom Marschall von Luxemburg gedeckt. Es gelang den Franzosen, die Stadt am 8. April zu nehmen.
Wilhelm III. landete nach der Niederschlagung des irischen Aufstandes mit einer Armee in den Niederlanden, war aber zu schwach, um dem noch belagerten Mons Entsatz zu bringen. Den nach dem Fall von Mons erfolgten Marsch der Franzosen in Richtung Brüssel konnte die inzwischen verstärkte Armee Wilhelms III. aufhalten. Die Franzosen unter Marschall Louis-François de Boufflers bombardierten im Mai Lüttich. Bei Leuze schlugen französische Truppen Waldeck im September 1691 erneut, ohne dass diese Niederlage der Alliierten Folgen für den Ausgang des Krieges hatte.

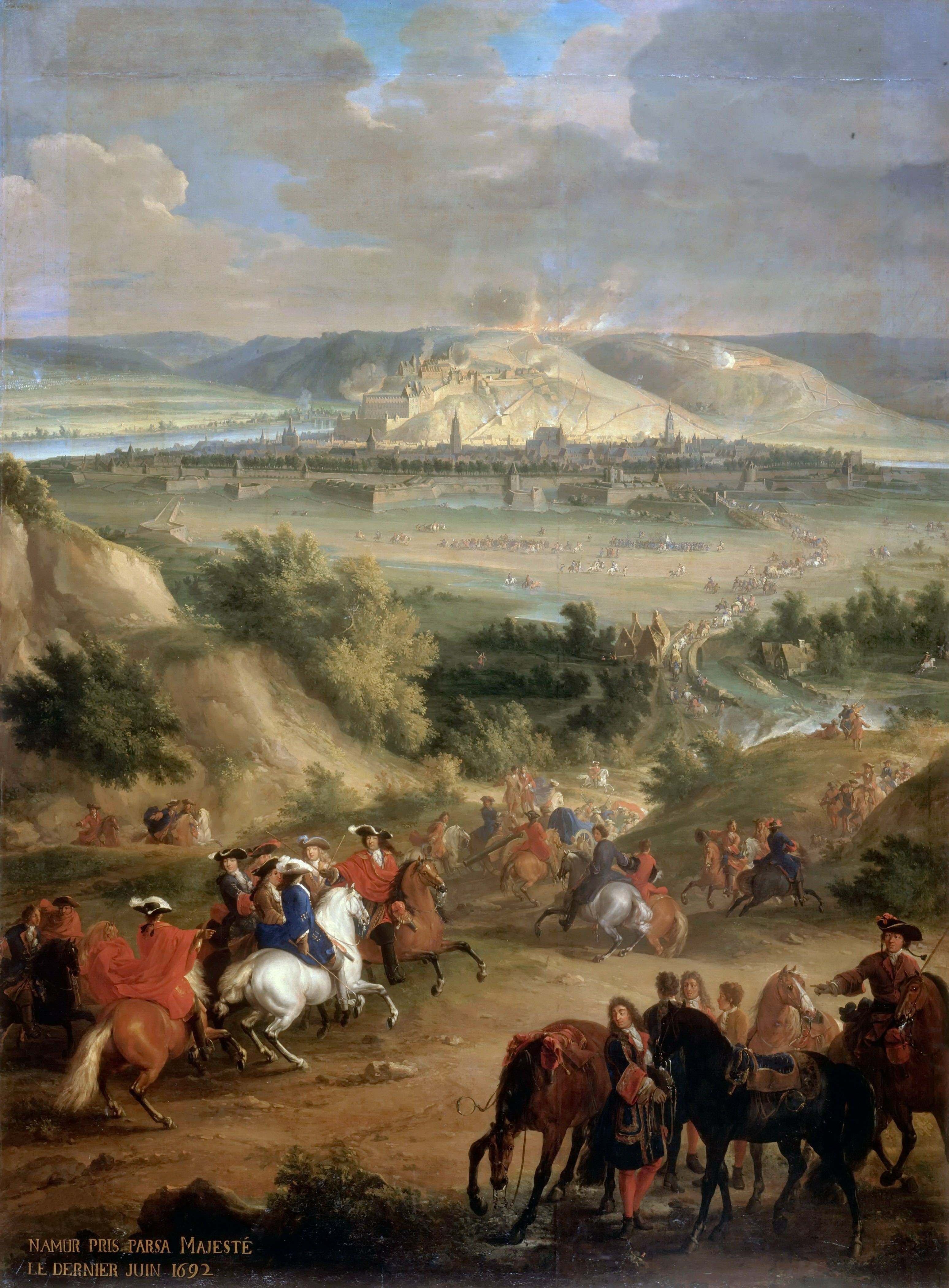
Belagerung von Namur im Jahr 1692 (Gemälde von Jean-Baptiste Martin)

Kriegsminister Louvois hatte kurz vor seinem Tod enorme Rüstungsanstrengungen unternommen. Frankreich konnte daher mit einer gewaltigen Armee von 130.000 Mann auf dem niederländischen Kriegsschauplatz agieren. Von diesen Truppen belagerten im Jahre 1692 allein 50.000 bis 60.000 Mann das von Menno van Coehoorn verteidigte Namur. Die Belagerung – bei der Ludwig XIV. anwesend war – wurde von Vauban geleitet. Die Stadt wurde nach fünf Wochen eingenommen. Mit 60.000 bis 65.000 Mann deckte der Marschall von Luxembourg die Belagerung. Die Garnison in Namur war 6.000 Mann stark. Wilhelm III. und Maximilian II. Emanuel von Bayern, der zum Generalstatthalter der spanischen Niederlande ernannt worden war, kommandierten die alliierte Armee, der es aber nicht gelang, Namur Entsatz zu bringen. Namur kapitulierte Anfang Juni, die Zitadelle hielt noch etwas länger stand.
Nach dem Fall Namurs verzichtete Ludwig XIV. darauf, Wilhelm III. zu einer entscheidenden Schlacht zu zwingen. Er selbst kehrte nach Versailles zurück, während Luxembourg den Oberbefehl übernahm. Weil dieser einen erheblichen Teil der Truppen abgeben musste, hatte das französische Heer in den Niederlanden nur noch 80.000 Mann. Am 3. August wurde es überraschend bei Steenkerke von Wilhelm III. angegriffen. Die Alliierten unterlagen. Die Franzosen nutzten den Erfolg erneut nicht aus, sondern Luxembourg beschränkte sich auf eine Beschießung von Charleroi. In Ostende landete eine englische Armee und nahm Furnes ein.

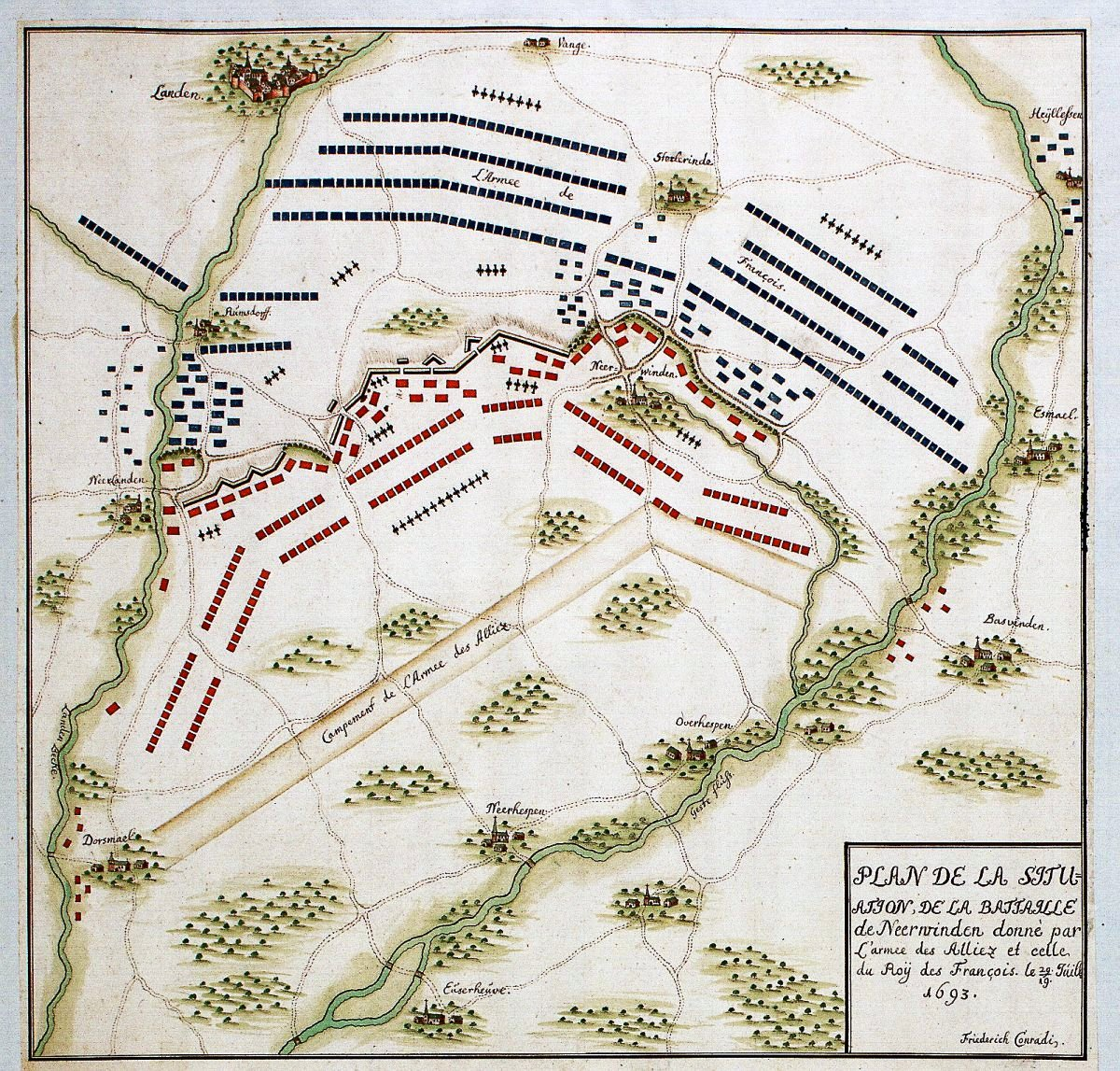
Plan der Schlacht bei Neerwinden (französische kolorierte Handzeichnung 1693)

Die Franzosen eröffneten die Kampagne von 1693 bereits im Januar. Es gelang ihnen, einige Städte zu nehmen. Ludwig XIV. verstärkte das Hauptheer wieder mit neuen Truppen, ohne dass es zu einer entscheidenden Feldschlacht kam. Wie in den Vorjahren wurden im Lauf der Kampagne Truppen abgezogen. Dennoch waren die Franzosen unter Marschall von Luxemburg den Alliierten zahlenmäßig überlegen. Es gelang ihnen, auch Huy zu nehmen. Die Alliierten unter dem Herzog von Württemberg-Neuenstadt unternahmen einen erfolglosen Vorstoß gegen die Schelde. Marschall Luxemburg bedrohte mit seiner Armee Lüttich. Dies zwang Wilhelm III. zu reagieren. Er hatte nur etwa 50.000 Mann, während die Franzosen über 80.000 Mann verfügten. Luxemburg griff Wilhelm III. an und schlug ihn am 29. Juli bei Neerwinden. Die Verluste der Alliierten und der Franzosen waren groß: insgesamt wurden 20.000 Mann getötet oder verwundet.
Neerwinden war damit eine der verlustreichsten Schlachten des 17. Jahrhunderts. Die Alliierten verloren zudem fast alle Kanonen und zahlreiche Fahnen. Danach eroberten die Franzosen Charleroi. Sie kontrollierten nunmehr den Bereich an der Sambre und der Maas und bedrohten so Maastricht und Brüssel. Mons, Charleroi, Namur und Huy ließ Ludwig XIV. mit starken Kräften zu Defensivstellungen ausbauen.
In den Niederlanden fanden 1694 keine bedeutenden Kampfhandlungen statt. Den Verbündeten gelang es lediglich, durch Coehoorn am 28. September Huy zurückzuerobern.
Nach Marschall Luxemburgs Tod im Winter 1694/95 und angesichts der hohen finanziellen Belastungen durch den Krieg und der Kriegsmüdigkeit machte Ludwig XIV. erste Friedensangebote. Diese wurden von Wilhelm III. und dem Kaiser abgelehnt. Ludwig XIV. ernannte François de Neufville, duc de Villeroy zum neuen französischen Befehlshaber und befahl auch in Flandern den Übergang zu einer defensiven Kriegsführung. Im Jahr 1695 wurden befestigte Linien zwischen dem Fluss Lynx bei Courtrai und der Schelde bei Avelghem errichtet. Im Juni belagerten Wilhelm III. und Friedrich III. mit ihren Armeen Namur. Zusammen zählten die Belagerungstruppen 80.000 Mann. Die in der Stadt stationierten Franzosen waren 13.000 Mann stark.
Der französische Befehlshaber hatte einige Städte genommen und im August Brüssel bombardieren lassen, um die Alliierten zum Abbruch der Belagerung zu veranlassen. Dies geschah aber nicht. Den Alliierten gelang es einige Zeit später, Namur zurückzugewinnen, was als ein großer Erfolg galt. Andererseits band die Belagerung die alliierten Truppen lange vor Namur. Ein Einmarsch in Frankreich kam wegen des bevorstehenden Winters nicht mehr in Frage.
In den Niederlanden standen sich beide Seiten 1696 weitgehend untätig gegenüber. Die Hauptgründe waren auf englischer und niederländischer Seite finanzielle Probleme, die eine offensive Kriegsführung nicht zuließen. Wilhelm III. begann schließlich, auf die französischen Friedensfühler einzugehen. Er hatte etwa 60.000 Mann zur Verfügung. Hinzu kamen etwa 40.000 Mann des Kurfürsten Maximilian II. Emanuel von Bayern. Die Franzosen hatten in der Gegend etwa 125.000 Mann unter Waffen. Keine der beiden Parteien wagte einen riskanten Zug.
Um ihrem Drängen nach Friedensverhandlungen Nachdruck zu verleihen, gingen die Franzosen 1697 in den Niederlanden noch einmal offensiv vor. Sie verfügten über drei Armeen mit zusammen 190.000 Mann, die Alliierten zusammen nur über 100.000 Mann. Die Franzosen belagerten im Mai Ath. Die Festung fiel nach drei Wochen. Danach blieben die Armeen untätig und warteten die Ergebnisse der Friedensverhandlungen ab.

#### Italien

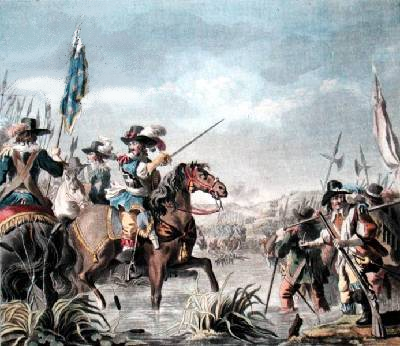
Französischer Sieg in der Schlacht von Staffarda (Gemälde von Jean Baptiste Morret)

In Italien marschierten französische Truppen unter Marschall Nicolas de Catinat mit etwa 12.000 Mann im Juni 1690 im Piemont ein. Die spanisch-savoyischen Truppen unter Viktor Amadeus II. von Savoyen wurden am 18. August bei Staffarda entscheidend geschlagen. Die Franzosen konnten daraufhin Savoyen besetzen, darunter Carmagnola. In der Folge konnte Catinat von der französischen Hauptbasis in Pinerolo diverse andere Städte in der Region einnehmen. Bedingt durch Kommunikationsprobleme und Versorgungsengpässe sahen sich die Franzosen aber gezwungen, Ende 1690 den Rückzug aus dem Piemont anzutreten und Zuflucht in ihrem Winterquartier westlich der Alpen zu suchen. Die Franzosen waren daher zahlenmäßig unterlegen. Dennoch eroberten die Franzosen unter Catinat im März 1691 Nizza, Villafranca und in der Folge weitere Orte in der Grafschaft Nizza. Von allen ehemals savoyischen Städten westlich der Alpen war einzig Montmélian noch in Händen des Herzogs von Savoyen. Nach der Einnahme von Avigliana am 29. Mai beauftragt Catinat eine große Abteilung unter Feuquières und Bulonde mit der Belagerung von Cuneo an der Stura di Demonte im südlichen Piemont. Max Emanuel II. von Bayern verstärkte zeitweise die Savoyer. Im Oktober waren die Verbündeten deutlich stärker als die Franzosen und eroberten Carmagnola zurück. Nachdem Nachrichten über die Ankunft von Kavallerieeinheiten unter Prinz Eugen von Savoyen eintrafen, die den Belagerten zu Hilfe eilen sollten, brach Bulonde die Belagerung von Cuneo ab. Ludwig XIV. bot Savoyen die Rückgabe der eroberten Städte an, wenn dieses auf sein Friedensangebot eingehen würde. Viktor Amadeus II. lehnte aber ab. Während die Franzosen nur etwa 16.000 Mann in Italien hatten, verfügten die Alliierten dort über etwa 50.000 Mann. Die Franzosen mussten sich darauf beschränken, ihre Festungen Susa und Pinerolo zu verteidigen.
Im Kriegsjahr 1692 drang Viktor Amadeus II. mit der Hilfe österreichischer Truppen in der Dauphiné ein. Die Alliierten mussten sich aber wieder zurückziehen, weil die Franzosen den Weg nach Grenoble versperrten. In Italien belagerte Viktor Amadeus II. 1693 Casale. Die Franzosen konnten die Alliierten aber vertreiben. Der Herzog von Savoyen belagerte dann im Juli Pinerolo. Nachdem die Franzosen Verstärkungen erhalten hatten, musste sich Viktor Amadeus II. zurückziehen. Die Franzosen zwangen die Alliierten zur Schlacht. Diese erlitten am 4. Oktober eine schwere Niederlage bei Marsaglia. Im Juni 1695 belagerten die Alliierten erneut Casale. Die Alliierten aus deutschen, spanischen und italienischen Truppen eroberten die Stadt am 9. Juli. Danach bedrohte der Herzog Pinerolo.
Ludwig XIV. begann sich ernstlich um Frieden mit Savoyen zu bemühen. Dort kam es am 29. August 1696 zum Friedensschluss im Vertrag von Turin zwischen Frankreich und Savoyen. Der Herzog verzichtete auf seine Kriegsziele Casale und Pinerolo. Dafür erhielt er Nizza, Villafranca, Susa und andere Städte zurück. Italien wurde neutralisiert. Als die Alliierten sich dem widersetzten, zwangen französische und savoyischen Truppen gemeinsam die kaiserlichen und spanischen Truppen, dem Frieden mit dem Vertrag von Vigevano zuzustimmen.

#### Spanien

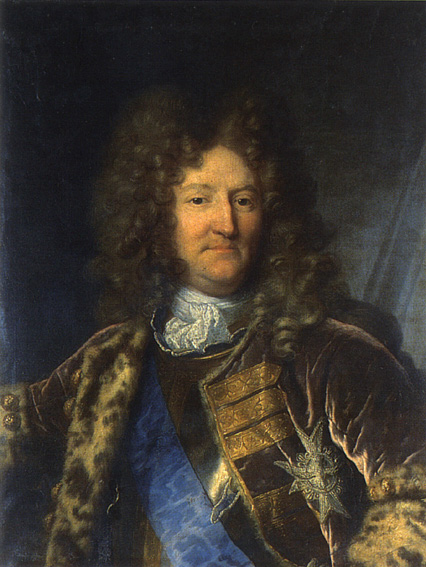
Annes-Jules de Noailles hat lange Zeit die französischen Truppen auf dem spanischen Kriegsschauplatz kommandiert (Porträt von Hyacinthe Rigaud).

In den ersten Jahren des Krieges wurden die Auseinandersetzungen auf dem spanischen Kriegsschauplatz, der im Wesentlichen Katalonien umfasste, mit relativ kleinen Armeen bestritten. Unterstützt durch Aufstände gelang es einer kleinen französischen Armee unter Marschall Anne-Jules de Noailles 1689, Camprodon zu erobern. In den folgenden Jahren mussten sich die Franzosen wegen ihrer schwachen Truppen auf eine defensive Kriegsführung beschränken. Dennoch gelang es ihnen 1691, La Seu d’Urgell zu erobern. Im Jahr 1693 eroberten die Franzosen in einer koordinierten Aktion aus Land- und Seestreitkräften Rosas. Danach nahmen sie wieder eine defensive Stellung ein, weil ein Teil der Truppen auf den italienischen Kriegsschauplatz verlegt wurde. Ludwig XIV. verstärkte die Truppen für die Kampagne von 1694. Die Armee wurde von der französischen Flotte unterstützt. Zwischen der spanischen und französischen Armee kam es zur Schlacht von Torroella; die Franzosen siegten. Unterstützt von der Flotte wurden Palamós und Gerona belagert und eingenommen. Die Franzosen marschierten in Richtung Barcelona. Die französische Flotte stieß auf eine starke alliierte Flotte und kehrte nach Toulon zurück. Vor diesem Hintergrund brach auch Noailles mit den Landtruppen den Vormarsch ab, um die zuvor gemachten Eroberungen zu sichern. In den nächsten zwei Jahren schützte die alliierte Flotte Barcelona. Verstärkt um alliierte Truppen versuchten die Spanier 1695 vergeblich, einige Orte zurückzuerobern. Im Sommer des Jahres wurde der bisherige französische Befehlshaber aus Krankheitsgründen durch Louis II. Joseph de Bourbon, duc de Vendôme, ersetzt. Die Alliierten zwangen die Franzosen, sich in die Nähe von Gerona zurückzuziehen. Unterstützt von einer alliierten Flotte belagerten die Spanier im August Palamós. Nachdem die Flotte den Schauplatz verlassen hatte, brach auch die Landarmee die Belagerung ab und zog sich zurück. Die Franzosen zerstörten 1694 die Befestigungsanlagen von Palamós und Castelfollit. In der Schlacht von Sant Esteve d’en Bas im Jahre 1695 wurde eine französische Einheit von katalanischen Milizen, den Miquelets, in zwei Gefechten angegriffen und nahezu aufgerieben. Im Jahr 1696 versuchte Vendôme vergeblich, Ostalic (Hostalric) zu nehmen.
Vor der Kampagne von 1697 wurden die französischen Truppen auf dem spanischen Kriegsschauplatz auf 32.000 Mann aufgestockt. Diesen standen etwa 20.000 Spanier gegenüber. Die französische Armee wurde von der Marine unterstützt. Es gelang den Franzosen das belagerte Barcelona einzunehmen.

### See- und Kolonialkrieg

#### Flottenoperationen
Neben dem Landkrieg spielte der See- und Kolonialkrieg zwischen England und Holland auf der einen Seite und Frankreich auf der anderen Seite eine wichtige Rolle.
Die Landung von Wilhelm III. in England im Herbst 1688 war eine herausragende militärische und logistische Leistung. Daran beteiligt waren 500 Transport- und Kriegsschiffe. Damit war die beteiligte Flotte viermal so groß wie die spanische Armada von 1588. Die Flotte landete eine Invasionsarmee von 21.000 Mann vornehmlich niederländischer Soldaten an.

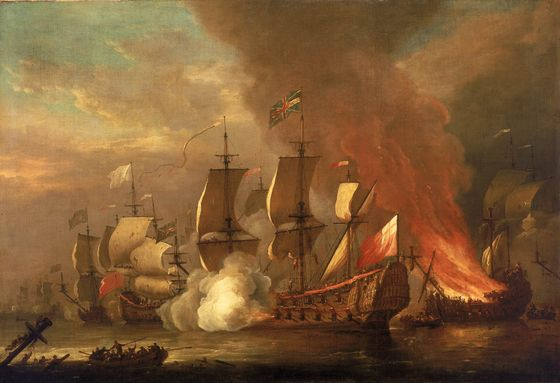
Seeschlacht (eigentl. Titel An Action of the English Succession, möglicherweise von Adriaen van Diest oder Willem van de Velde dem Jüngeren, entstanden zwischen 1673 und 1704)

Im Zuge der Glorious Revolution wurden die mit Jakob II. sympathisierenden Seeoffiziere entlassen und die englische Flotte unterstellte sich dem Befehl Wilhelms III. Die englische Flotte zählte etwa 100 Linienschiffe. Allerdings waren nicht alle Schiffe einsetzbar, weil die Flotte zur Zeit Karls II. vernachlässigt worden war. Die Niederländer verfügten über 50 Linienschiffe und 32 Fregatten. Während des Krieges sorgten Neubauten fast für eine Verdoppelung dieser Anzahl. Die Franzosen verfügten dank der Aufbauarbeit Jean-Baptiste Colberts und seines Sohnes Jean-Baptiste Colbert, marquis de Seignelay, über 70 Linienschiffe. In den folgenden Jahren wurde die Marine weiter verstärkt. Nach 1692 wurde die Flotte unter neuen Verantwortlichen vernachlässigt.
Der eigentliche Seekrieg begann mit der von Frankreich unterstützten Landung von Jakob II. im März 1689 in Irland. Dem folgte eine stärkere Flotte im Mai. Bei der Landung der für Jakob bestimmten Verstärkungen kam es zur unentschiedenen Seeschlacht vor der Bantry Bay. In der Irischen See operierte eine kleine englische Flotte, die die Küstenstädte in Irland bei deren Verteidigung gegen die Jakobiten unterstützte. Die englische Flotte deckte auch die Landung englischer Truppen in Irland. Sie konnte aber nicht verhindern, dass die französische Flotte erneut starke Unterstützungskräfte anlanden konnte. Die Hauptflotten der Engländer und Franzosen operierten im Sommer am Eingang des englischen Kanals, ohne Feindberührung zu suchen.
Im Frühjahr 1690 entsandten die Engländer und Niederländer eine Flotte nach Cádiz, um die französische Mittelmeerflotte aus Toulon abzufangen. Dies gelang nicht und die Mittelmeerflotte erreichte unbeschadet Brest, wo sie sich mit den dort stationierten Schiffen vereinigte. Die Alliierten bemerkten den Durchbruch der Franzosen zu spät und kehrten erst mit Verzögerung in Richtung England zurück. Den Verbündeten unter Arthur Herbert, 1. Earl of Torrington, und Cornelis Evertsen stand in den Heimatgewässern daher nur eine kleine Flotte aus 57 Linienschiffen zur Verfügung, als die vereinigte französische Flotte unter Anne Hilarion de Costentin de Tourville vor der englischen Küste erschien. Herbert wollte einen Kampf vermeiden, ihm wurde aber befohlen, die Schlacht zu suchen. Die Alliierten wurden in der Seeschlacht von Beachy Head am 10. Juli geschlagen. Die Franzosen hatten in den folgenden Monaten die Seeherrschaft inne und behinderten den Handel der Verbündeten. An der Niederlage der jakobitischen Aufständischen, die in der Schlacht am Boyne Fluss geschlagen wurden, änderte dieser maritime Erfolg nichts mehr.
Tourville lief im Juni 1691 mit 70 Linienschiffen und dem Befehl aus, nur gegen schwächere Gegner die Schlacht zu suchen. Gegen ihn operierte eine alliierte Flotte aus hundert Linienschiffen unter Russel. Tourville gelang es mit überlegener Seemannschaft, den Gegner einen Monat hinter der französischen Flotte hersegeln zu lassen, ohne dass es zur Schlacht kam. Die Alliierten konnten so im Jahr 1691 keinen Nutzen aus ihrer Überlegenheit ziehen. Stattdessen konnten französische Freibeuter dem Handel der Gegner stark schaden.

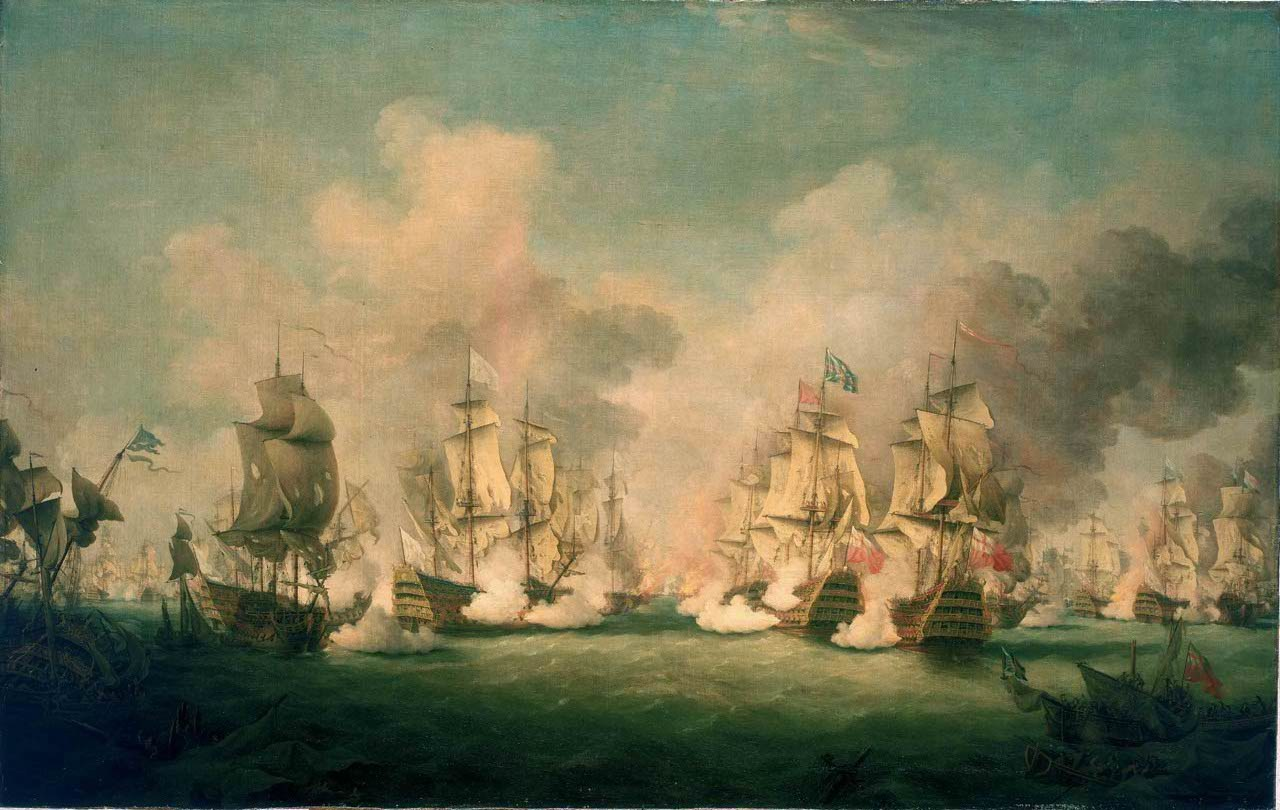
Die Schlacht von Barfleur, am 29. Mai 1692. Historisches Gemälde Mitte 18. Jahrhundert von Richard Paton

1692 versuchten die Franzosen ein zweites Mal, Jakob II. auf den englischen Thron zurückzubringen. Diesmal sollten Truppen direkt nach England übersetzen und eine große Transportflotte stand zur Verfügung. Es gelang aber den Engländern und Holländern in den Seeschlachten von Barfleur und La Hougue (28. Mai bis 2. Juni), die französische Flotte zu schwächen, womit ein Übersetzen nach England unmöglich wurde.
Ein Jahr später gelang Tourville in der Seeschlacht bei Lagos erneut ein Seesieg für Frankreich, als er den jährlichen Konvoi englischer und niederländischer Handelsschiffe – die von Kriegsschiffen eskortiert wurden – vor ihrer Fahrt ins Mittelmeer abfing.
Seit 1694 verteilten die Franzosen ihre Flotte auf verschiedene Seestädte und konzentrierten sich auf den Küstenschutz, während der Kaperkrieg der Freibeuter weiterging. Die Alliierten gingen zur Offensive über und griffen Orte an der französischen Küste an, um so die Franzosen zu zwingen, Truppen dorthin zu verlegen und damit ihre Armeen für den Landkrieg zu schwächen. Außerdem halfen Engländer und Holländer den spanischen Verbündeten an der Mittelmeerküste. Der Versuch der Alliierten, bei Brest zu landen, scheiterte.
Im Mittelmeer hat die französische Flotte seit 1693 die Operationen zu Land unterstützt. Dagegen operierten alliierte Flotten. Diese erreichten aber nur 1694/95 mit 70 Linienschiffen unter Russel eine nennenswerte Stärke. Es gelang immerhin, die französische Flotte in Toulon zu blockieren. Dies trug dazu bei, dass der Vormarsch der französische Landarmee in Italien zum Stehen kam.

#### Kaper- und Kolonialkrieg

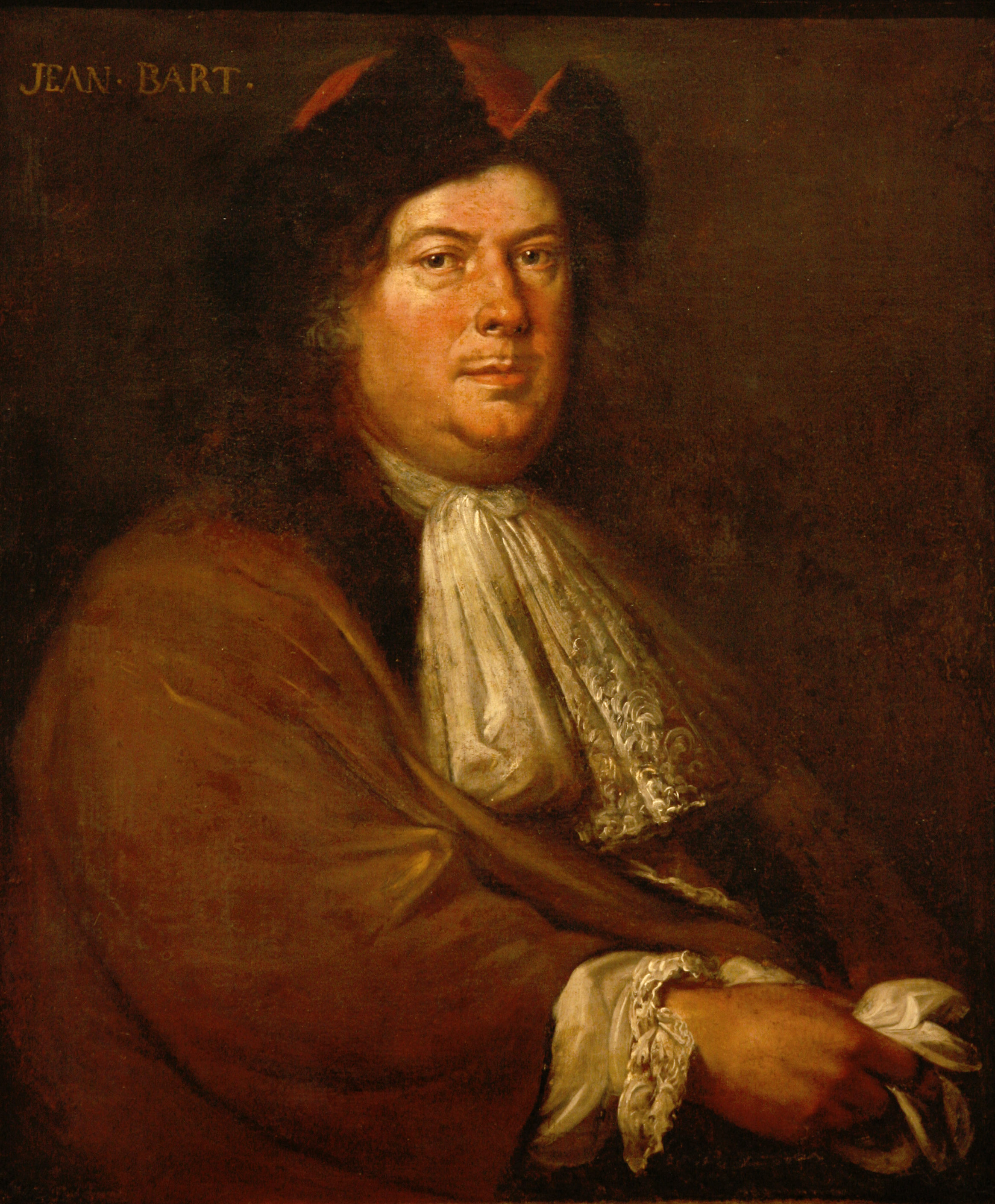
Jean Bart (Porträt von Mathieu Elias)

Militäroperationen während des King William’s War in Nordamerika

Neben regulären Flottenunternehmen setzten beide Seiten auf den Kaper- und Freibeuterkrieg. Insbesondere als die Franzosen auf größere Flottenunternehmungen verzichteten, nahm die Bedeutung des Kaperkriegs zu. Es wurden Schiffe und Mannschaften der Marine an Kaperunternehmen verliehen. Einige der Freibeuter segelten in Geschwadern. Besonders erfolgreich waren Jean Bart und andere. Die französischen Kaperschiffe brachten von 1691 bis 1697 etwa 4000 alliierte Handelsschiffe auf. Die Verluste führten zu zahlreichen Bankrotten und die Aktienwerte etwa der Ostindien-Kompanie oder der Hudson’s Bay Company sanken stark ab. Obwohl die Gegenseite nur etwa 2000 französische Handelsschiffe kapern konnte, waren die negativen Folgen auf französischer Seite deutlicher. Der wesentlich umfangreichere Handel der Seemächte kam trotz der Verluste nicht zum Erliegen, während der französische Handel stark in Mitleidenschaft gezogen wurde. In den letzten Kriegsjahren setzten die Alliierten ihre Kriegsschiffe vermehrt zum Schutz des eigenen Handels, zur Verfolgung der Kaperschiffe und zur Blockade der französischen Häfen ein. Wurden früher die Kriegsschiffe im Winter abgerüstet, wurden sie seither das ganze Jahr unter Waffen gehalten, um so rasch auf Freibeuteraktionen reagieren zu können.
In Übersee hatte der Seekrieg nur relativ geringe Auswirkungen. Zwar griffen sich die Gegner in Westindien gegenseitig an, aber zu dauerhaften Eroberungen kam es nicht. In Nordamerika lieferten sich englische und französische Kolonisten Grenzgefechte. Im King William’s War weitete sich erstmals ein europäischer Konflikt auch direkt nach Nordamerika aus. Der Plan der Franzosen, New York zu erobern, kam nicht zur Ausführung. Stattdessen wurden einige Siedlungen in Neuengland überfallen. Auf der anderen Seite scheiterten 1690 die englischen Versuche, Quebec zu erobern. Im Jahr 1693 gelang es den Niederländern in Indien, den Franzosen Pondicherry abzunehmen. Dagegen eroberten die Franzosen 1697 in Kolumbien die Stadt Cartagena. Dieser Erfolg trug dazu bei, dass Spanien friedensbereit wurde.
Der Seekrieg war ein Nebenkriegsschauplatz, trug aber dazu bei, die französische Wirtschaft zu schwächen. Ähnliches gilt im geringeren Maß auch für die Gegenseite. Auf beiden Seiten trugen die finanziellen Folgen zur Friedensbereitschaft bei.

## Frieden von Rijswijk

### Friedensverhandlungen

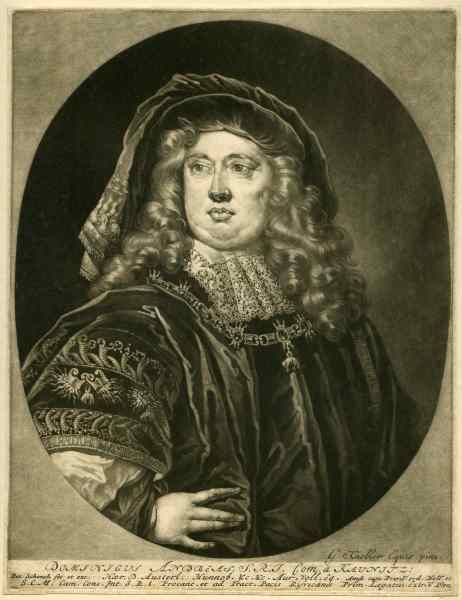
Der kaiserliche Verhandlungsführer Dominik Andreas I. Graf von Kaunitz (Mezzotinto von G. Kneller nach Peter Schenck)

Der Krieg brachte für Frankreich hohe Belastungen mit sich. Die Staatsschulden begannen ab Kriegsbeginn anzusteigen und erreichten 1698 mit 138 Millionen Livres ihren bisherigen Höchststand. Das Land war am Ende erschöpft und der Staat praktisch zahlungsunfähig. Verschärft wurde die Lage noch durch eine schwere Hungersnot, die 1693/94 ihren Höhepunkt erreichte. Ausgelöst wurde sie durch schlechte Ernten und den damit einhergehenden Anstieg der Getreidepreise. In dieser Zeit stiegen die Sterblichkeitszahlen auf das Doppelte an. Auch der Handel erlebte einen starken Einbruch. Dies verstärkte die wirtschaftliche Krise noch. Neben der ökonomischen und finanziellen Krise sowie dem Elend der Landbevölkerung begannen sich im Adel und Bürgertum kritische Stimmen zu äußern. Dies trug dazu bei, dass Ludwig XIV. sich seit 1696 verstärkt um Frieden bemühte und während der späteren Verhandlungen kompromissbereit zeigte.
Seit 1693 hatte es Verhandlungen zur Beendigung des Krieges gegeben und Ludwig XIV. machte insbesondere den Seemächten Angebote. Ergebnisse blieben aus. Ludwig XIV. versuchte, im Inneren des Reiches seine Position wieder zu stärken. Der französischen Diplomatie gelang es, den bayerischen Kurfürsten immer stärker gegen Leopold I. einzunehmen. Auch nutzte er die Streitigkeiten unter den Kurfürsten um die neue Kurwürde für Hannover aus. Den Papst gewann er durch die Abschwächung des Gallikanismus und Savoyen wurde durch den Verzicht auf einige Festungen auf die französische Seite gezogen.
Das Ausscheiden Savoyens ließ auch bei den anderen Mächten, insbesondere bei Wilhelm III., die Bereitschaft zu einem Friedensschluss wachsen. Dies verstärkte Ludwig XIV. noch, indem er die in Italien frei gewordenen Truppen in den Niederlanden und in Spanien einsetzte und den Druck dort auf die Alliierten erhöhte. Wilhelm III. teilte am 2. September 1696 mit, dass er mit Frankreich Friedensverhandlungen aufnehmen würde. Nach Angaben des englischen Königs an die Alliierten bot Ludwig XIV. an, dass die Verhandlungen auf Grundlage der Frieden von Münster und Nimwegen erfolgen würden. Der französische König sei sogar bereit, auf Teile seiner Erwerbungen unter Einschluss von Straßburg zu verzichten.
Für Leopold I. ging dieses Angebot nicht weit genug. Er forderte die Restitution Lothringens, die Rückgabe Straßburgs, der zehn elsässischen früheren Reichsstädte und der reunierten Gebiete. Diese Maximalforderungen hatten insofern wenig Gewicht, hatte doch die militärische Hauptlast des Krieges auf den Seemächten gelegen. Wilhelm III. selbst hatte keine territorialen Forderungen. Ihm reichte es, wenn Ludwig XIV. seine Unterstützung für die Stuarts einstellen und ihn als König von England anerkennen würde. Die Spanier wollten natürlich die reunierten Gebiete in den spanischen Niederlande zurückbekommen. Allerdings war ihre wirtschaftliche und politische Lage kaum geeignet, den Krieg lange weiterzuführen. Der in den spanischen Niederlanden amtierende Statthalter Max Emanuel von Bayern betrieb ein eigenes Spiel und behinderte die militärischen Operationen der Alliierten eher, als dass er diese unterstützte. Ludwig XIV. verstärkte durch den Aufmarsch von drei Armeen noch einmal den Druck. Die Belagerung der wenig bedeutenden Festung Ath führte dazu, dass Wilhelm III. auf Friedensverhandlungen bestand. Dem musste auch der Kaiser letztlich zustimmen.

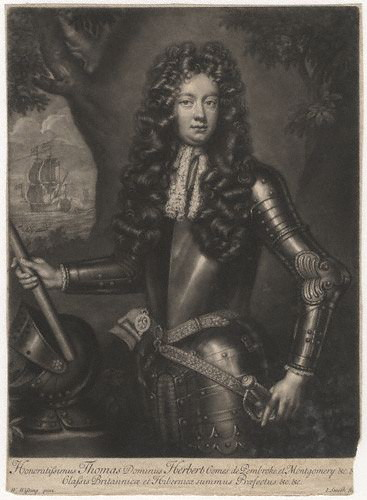
Der englische Verhandlungsführer Thomas Herbert, 8. Earl of Pembroke (Mezzotinto von John Smith nach William Wissing um 1708)

Ludwig XIV. hatte im Februar 1697 sein Friedensangebot präzisiert und war bereit, auf alle Reunionen zu verzichten und auch Straßburg, Luxemburg, Mons, Charleroi und Dinant zurückzugeben. Die Besprechungen begannen im Mai 1697 unter schwedischer Vermittlung auf Huis ter Nieuburch bei Rijswijk. Auch auf Druck der öffentlichen Meinung in England und den Niederlanden bestand Wilhelm III. auf raschen Verhandlungen. Als Karl II. von Spanien, als letzter Vertreter der spanischen Linie des Hauses Habsburg, erkrankte, verzögerte Wien die Verhandlungen, um nach einem Tod des spanischen Königs die spanische Erbfolge gleich mit zu klären. Der Erbfall trat jedoch nicht ein, aber die Verzögerungstaktik durch den kaiserlichen Verhandlungsführer Dominik Andreas I. von Kaunitz führte dazu, dass sich Wilhelm III. von Leopold I. abwandte. Dies führte unter anderem dazu, dass nicht mehr von der Rückgabe Straßburgs, sondern von entweder Straßburg oder Freiburg im Breisgau die Rede war.
Ohne die anderen Alliierten zu informieren, führte Wilhelm III. durch Johann Wilhelm Bentinck, 1. Earl of Portland, geheime Verhandlungen mit Louis-François de Boufflers auf französischer Seite und kam diesem sehr weit entgegen. Beide Seiten standen nun gegen den Kaiser. Wilhelm III. behauptete wider besseres Wissen gegenüber protestantischen Reichsständen, der Kaiser führe geheime Verhandlungen mit Ludwig XIV. Er brachte die protestantischen Stände auf seine Seite und auch diese waren zu einem raschen Frieden bereit.
Der Kaiser wurde allerdings von einer Deputation des Reichstages unterstützt. Diese erhob ähnliche Forderungen wie Leopold I. und verlangte zusätzlich Entschädigungen für die französischen Zerstörungen zu Beginn des Krieges. Auf die Positionen der einzelnen Reichsstände kann hier nicht eingegangen werden, es war jedoch klar, dass diese nicht geschlossen hinter der kaiserlichen Verhandlungsführung standen.
Inzwischen hatte Ludwig XIV. zugesagt, Wilhelm III. als König von England anzuerkennen. Der Fall von Barcelona veranlasste dann die Spanier, rasch einen Frieden abzuschließen. In der Nacht vom 20. auf den 21. September unterzeichneten die Niederlande, England, Spanien und Brandenburg den Frieden mit Frankreich, ohne Kaiser und Reich mit einzubinden. Isoliert und teilweise auch von den eigenen Reichsständen unter Druck gesetzt, musste Kaunitz am 30. Oktober 1697 ebenfalls dem Frieden zustimmen.
Auch Kurfürst Johann Wilhelm konnte mit seinen Forderungen nach Ersatz der Kriegsschäden, vor allem für die Zerstörung von Mannheim, Heidelberg und Frankenthal, nicht durchdringen. Auch die Kreisassoziation und die militärisch stark engagierten Reichsstände spielten keine Rolle bei den Verhandlungen. Die hoch gesteckten Hoffnungen auf deutscher Seite wurden weitgehend enttäuscht.

### Vertragsinhalt

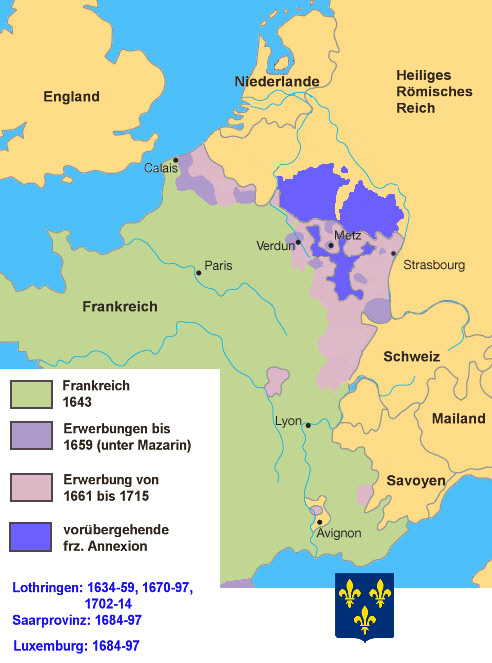
Französische Gebietsveränderungen zur Zeit Ludwigs XIV., in blau dargestellt die 1697 wieder verlorenen Territorien

Der Westfälische Friede von 1648 und der Friede von Nimwegen von 1679 wurden bestätigt. Die seit 1681 von Frankreich besetzte Reichsstadt Straßburg und das gesamte Elsass wurden bzw. blieben französisch, ebenso Saarlouis. Die Bürger Straßburgs, die nicht französisch werden wollten, hatten das Recht, innerhalb eines Jahres die Stadt zu verlassen. Frankreich hatte den Oberrhein als Grenze zum Reich durchgesetzt. Die Hoffnung im Reich, die französischen Erwerbungen im Elsass rückgängig machen zu können, erwiesen sich als vergeblich.
Frankreich musste aber die übrigen nach dem Frieden von Nimwegen hinzugewonnenen Gebiete wieder räumen. Freiburg im Breisgau, Breisach und der Breisgau insgesamt kamen an Österreich zurück. Das Herzogtum Lothringen, das Fürstentum Pfalz-Zweibrücken und die zahlreichen kleineren linksrheinischen Territorien wurden restauriert. Lothringen hatte aber auf Antrag den Durchmarsch französischer Truppen zu den französischen Festungen zu erlauben.
Außerhalb des Elsass wurden die Reunionen damit rückgängig gemacht. Dies war durchaus ein Erfolg für Leopold I., der dieses Ziel seit 1680 verfolgt hatte. Über die unmittelbaren Kriegsursachen verglich man sich. Die französischen Ansprüche auf das pfälzische Erbe wurden später finanziell abgegolten. Von Fürstenberg wurde in seine Rechte im Reich wieder eingesetzt, hatte aber auf den Bischofsstuhl in Köln zu verzichten.
Mit England einigte sich Frankreich, alle gegenseitigen Annexionen zurückzugeben. Außerdem wurde Wilhelm III. als König anerkannt. Auch verpflichtete sich Frankreich, das Fürstentum Orange zurückzugeben. Die Niederlande und Frankreich verzichteten auf gegenseitige Ansprüche und schlossen ein Handelsabkommen ab. Die Niederländer gaben Pondicherry an Frankreich zurück. Die Spanier erhielten Barcelona sowie die Reunionen Luxemburg, Chiny, Mons, Charleroi, Ath, Courtlay zurück. Die Franzosen behielten allerdings einen Teil von Santo Domingo.

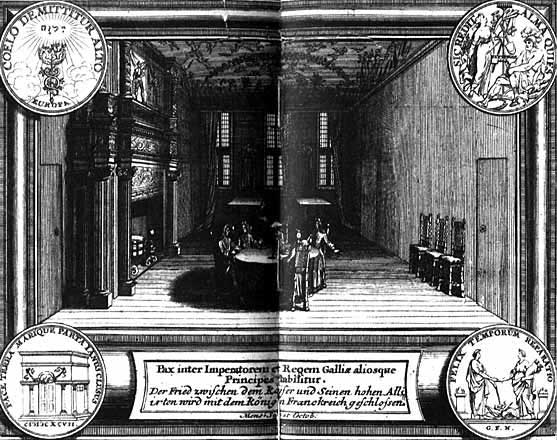
Friedensverhandlungen von Rijswijk 1697 (zeitgenössischer Kupferstich)

Kaiser, Frankreich, der Pfälzer Kurfürst Johann Wilhelm und die (katholischen) Kurfürsten führten geheime Verhandlungen darüber, dass im Frieden die während der französischen Besetzung eingeführte katholische Konfession auch in den zurückzugebenden Gebieten erhalten bleiben solle. Die Protestanten, die von den Verhandlungen erfahren hatten, bestanden darauf, dass die Konfessionsstände des Normaljahres 1624 Bestand haben müssten. Daraufhin übte Ludwig XIV. Druck aus, und die protestantische Sache fand auch durch Wilhelm III. wenig Unterstützung. Schließlich wurde die Rijswijker Klausel in den Vertrag aufgenommen, die den von den Franzosen eingeführten konfessionellen Stand, d. h. den Katholizismus, in den zurückgegebenen linksrheinischen Gebieten festschrieb. In der Klausel zeigte sich auch der gegenreformatorische Kurs des Pfälzer Kurfürsten Johann Wilhelm. Der Streit um die Klausel führte während und nach dem Spanischen Erbfolgekrieg zu erheblichen Konflikten innerhalb des Reiches; sie hatte Bestand bis 1734.

## Nachgeschichte

### Auswirkungen
Die Schwächung der französischen Flotte nach der Seeschlacht von La Hougue (1692) und die Vernachlässigung des französischen Flottenbaus während des Krieges wurde insbesondere von der älteren Forschung als wichtiger Faktor für den Aufstieg Großbritanniens für seine spätere Vorherrschaft zur See gesehen.
Von Bedeutung auch für kommende Auseinandersetzungen war, dass insbesondere von Wilhelm III. der Begriff des Gleichgewichts der Mächte betont wurde. Dem französischen Versuch, das Gleichgewicht sowohl in Europa wie in den Kolonien massiv zu verändern, sollten die anderen Mächte entgegentreten.
Beide Konfliktparteien konnten Erfolge für sich verbuchen, mussten aber auch beide auf bestimmte Ziele verzichten. Dies war für Ludwig XIV. eine neue Erfahrung. Die negativen Auswirkungen des Krieges waren zudem für den französischen Staatshaushalt immens. Der Krieg machte deutlich, dass vor dem Hintergrund eines breiten Bündnisses die zeitweise vorhandene französische Hegemonie zu Ende ging.
Obwohl der Kaiser das Kriegsziel hatte, die spanische Erbfolge zu klären, kam es dazu im Friedensvertrag nicht. Damit war klar, dass den Staaten in absehbarer Zeit eine weitere Auseinandersetzung bevorstehen würde. Insofern hatte der Frieden nur einen Übergangscharakter. Schon 1700 zog durch den Tod des spanischen Königs der nächste große Krieg, der Spanische Erbfolgekrieg, Europa in seinen Bann.

### Rezeption
Das Vorgehen der französischen Armee in Deutschland (insbesondere die planvollen Zerstörungen durch General Mélac) erzeugte antifranzösischen Unmut. Der Krieg war auch ein Propagandakampf. Flugschriften im Sinne des Reichspatriotismus oder kaiserliche Propaganda haben das französische Vorgehen scharf angeprangert. Ludwig XIV. wurde als Geißel Gottes und als Verbündeter des türkischen Erbfeindes geschmäht und selbst ebenso bezeichnet.
An diese zeitgenössische Kritik konnte der deutsche Nationalismus des 19. und 20. Jahrhunderts anknüpfen und die Erinnerung an 1688 trug so zur Verfestigung der Vorstellung einer „deutsch-französischen Erbfeindschaft“ bei. Spätestens mit der Politik Napoleons gehörte Mélac wieder zum Kanon der antifranzösischen Propaganda. Diese Haltung spiegelte sich auch in der Historiographie wider. In der national orientierten Forschungsrichtung des 19. und 20. Jahrhunderts wurde der pfälzische Krieg als Dritter Raubkrieg Ludwig XIV. bezeichnet. Diese Sichtweise prägte auch das Standardwerk von Kurt von Raumer aus dem Jahr 1930 und hat die lokalhistorische Forschung stark beeinflusst.
Diese große Bedeutung des Krieges in der früheren Geschichtsschreibung und Erinnerungskultur ist nach dem Zweiten Weltkrieg und der deutsch-französischen Freundschaft verblasst. Von der betroffenen Region einmal abgesehen, wird die Erinnerung an den Pfälzischen Erbfolgekrieg und an die anderen Kriege des 17. Jahrhunderts heute stark vom Dreißigjährigen Krieg überlagert.

## Zeittafel
1684
- 15. August: Der auf 20 Jahre abgeschlossene Regensburger Stillstand beendet den Reunionskrieg.

1685
- Ludwig XIV. widerruft das Edikt von Nantes.

1686
- Juli: Bildung der Augsburger Allianz als Defensivbündnis gegen Frankreich

1688
- 5. Juni: Der Erzbischof und Kurfürst von Köln Maximilian Heinrich von Bayern stirbt in Bonn.
- August: Papst Innozenz XI. erkennt Joseph Clemens von Bayern als neuen Erzbischof von Köln an.
- 6. September: Belgrad fällt an kaiserliche Truppen unter Kurfürst Maximilian II. Emanuel von Bayern.
- 24. September: Kriegsmanifest Ludwigs XIV.
- 24. September: Französische Truppen besetzen Köln.
- 29. September: Französische Truppen besetzen Kaiserslautern.
- 19. Oktober: Französische Truppen besetzen Mainz.
- 29. Oktober: Französische Truppen nehmen Philippsburg ein.
- 24. Oktober: Heidelberg kapituliert kampflos vor Marschall Duras unter der Bedingung, dass es nicht zerstört wird
- Oktober/November: Französische Truppen belagern Koblenz, die Stadt kann aber nicht eingenommen werden.
- 15. November: Wilhelm von Oranien landet bei Brixham in Devon, England.
- Ende Dezember: Jakob II. von England flieht nach seiner Absetzung nach Frankreich.

1689
- Februar: Der Immerwährende Reichstag beschließt den Reichskrieg gegen Frankreich.
- 22. März: Jakob II. landet in Irland.
- 21. April: Maria II. und Wilhelm III. werden zu Königin und König von England, Schottland und Irland gekrönt.
- April: Beginn der Jakobitenerhebung in Schottland unter Bonnie Dundee
- 11. Mai: Sieg der Franzosen unter Château-Renault in der Seeschlacht vor der Bantry Bay, Irland; Landung französischer Truppen zur Unterstützung Jakobs II.
- 12. Mai: Allianz zwischen den Vereinigten Niederlanden und Kaiser Leopold I. (Wiener Große Allianz)
- 17. Mai: Kriegseintritt Englands.
- Mai: Französische Truppen dringen in Katalonien bis Gerona vor.
- Juni: Verwüstung der Pfalz durch französische Truppen
- 13. August: Landung des wilhelmitischen Marschalls Schomberg bei Carrickfergus, Ulster
- 19. August: Sprengung des Wasserschlosses Staffort durch Mélacs Truppen und Verwüstung der umliegenden Hardtdörfer
- 10. September: Französische Niederlage bei Mainz, Rückeroberung der Stadt durch kaiserliche Truppen
- 10. Oktober: Französische Niederlage bei der Belagerung von Bonn

1690
- Juni: König Karl II. von Spanien und Herzog Viktor Amadeus II. von Savoyen schließen sich der Allianz gegen Frankreich an.
- 14. Juni: Wilhelm III. von Oranien landet mit über 30.000 Mann Verstärkungen bei Carrickfergus.
- 1. Juli: Der Marschall von Luxembourg erringt bei Fleurus einen Sieg.
- 10. Juli: Französischer Seesieg am Cap Béveziers (Beachy Head)
- 11. Juli: Niederlage Jakobs II. in der Schlacht am Boyne, er flieht nach Frankreich.
- 18. August: Marschall de Catinat schlägt den Herzog von Savoyen in der Schlacht bei Staffarda.

1691
- 25. März: Marschall de Catinat bemächtigt sich der Stadt Nizza.
- 8. April: Ludwig XIV. nimmt Mons ein.
- Mai – August: Tourville patrouilliert zum Schutz der Küsten Frankreichs.
- 16. Juli: Tod des Marquis de Louvois
- 22. Juli: Entscheidende Niederlage der Jakobiten in der Schlacht von Aughrim
- 3. Oktober: Limerick – die letzte Bastion der Jakobiten in Irland – kapituliert, der Vertrag von Limerick beendet den Krieg der zwei Könige.

1692
- 29. Mai – 4. Juni: In den Seeschlachten von Barfleur und La Hougue siegen die Engländer und Niederländer über die Franzosen unter dem Comte de Tourville. Die bei La Hogue eingeschlossene französische Flotte erleidet schwere Verluste. Die Schlacht von La Hogue ist die entscheidende Seeschlacht während des Krieges.
- 30. Juni: Französische Einnahme von Namur
- 3. August: Marschall de Luxembourg schlägt Wilhelm III. in der Schlacht bei Steenkerke.
- 17. September: Marschall de Lorges schlägt Herzog Friedrich Karl von Württemberg bei Pforzheim.

1693
- 22. Mai: Französische Truppen nehmen Heidelberg ein und zerstören die Stadt.
- 9. Juni: Marschall de Noailles nimmt Rosas in Katalonien ein.
- 26–29. Juni: Tourville schlägt den englischen Admiral George Rooke in der Seeschlacht bei Lagos an der portugiesischen Küste.
- 29. Juli: Marschall de Luxembourg schlägt Wilhelm III. in der Schlacht bei Neerwinden.
- 4. Oktober: Marschall de Catinat schlägt den Herzog von Savoyen und den Prinzen Eugen bei Marsaglia.
- Im Alter von 55 Jahren und nach 43 Jahren im Krieg verzichtet Ludwig XIV. darauf, persönlich den Krieg zu führen.

1694
- Mai: Offensive des Marschalls de Noailles in Katalonien,
- 27. Mai: Sieg Noailles in der Schlacht von Torroella
- 18. Juni: Britische Truppen versuchen bei Camaret in der Nähe von Brest zu landen, um die dort liegende französische Flotte auszuschalten, werden aber von Marschall Vauban zurückgeschlagen.
- Ende Juni: Jean Bart erobert einen französischen Konvois bei Texel zurück.
- August: Marschall de Luxembourg riegelt die französische Nordgrenze ab.

1695
- 4. Januar: Tod des Marschalls de Luxembourg
- 9. Juli: Alliierte Truppen erobern Casale.
- August: Briten beschießen Dunkerque
- August: Erneuerung der Wiener Großen Allianz in Den Haag
- 14.–15. August: Marschall de Villeroy beschießt Brüssel, um die Alliierten von Namur abzulenken – die Stadt brennt ab.
- September: Wilhelm III. von Oranien erobert Namur nach zweimonatiger Belagerung zurück.

1696
- Juni: Jean Bart kapert niederländische Handelsschiffe an der Doggerbank.
- 29. August: Friede von Turin zwischen Frankreich und Savoyen, Savoyen wechselt ins Lager Frankreichs.
- 6. Oktober: Im Vertrag von Vigevano zwischen Frankreich und Savoyen einerseits und den habsburgischen Mächten Spanien und Österreich andererseits wird Italien zum neutralen Gebiet erklärt.

1697
- 3. Mai: Französische Truppen nehmen Cartagena (in Neu-Granada / Kolumbien) ein.
- Mai: Beginn von Verhandlungen über einen Waffenstillstand in Rijswijk
- 10. August: Der Herzog de Vendôme und Admiral d’Estrées nehmen nach zweimonatiger Belagerung Barcelona ein.
- 20. September: England, Spanien und die Vereinigten Niederlande unterzeichnen Friedensverträge mit Frankreich.
- 27. September: Kaiserliche Soldaten unter dem Markgrafen von Baden nehmen die Ebernburg an der Nahe ein.
- 30. Oktober: Der Frieden von Rijswijk zwischen dem Reich und Frankreich beendet den Krieg.